# Elezioni politiche in Italia del 1996 per collegio (Camera dei deputati)

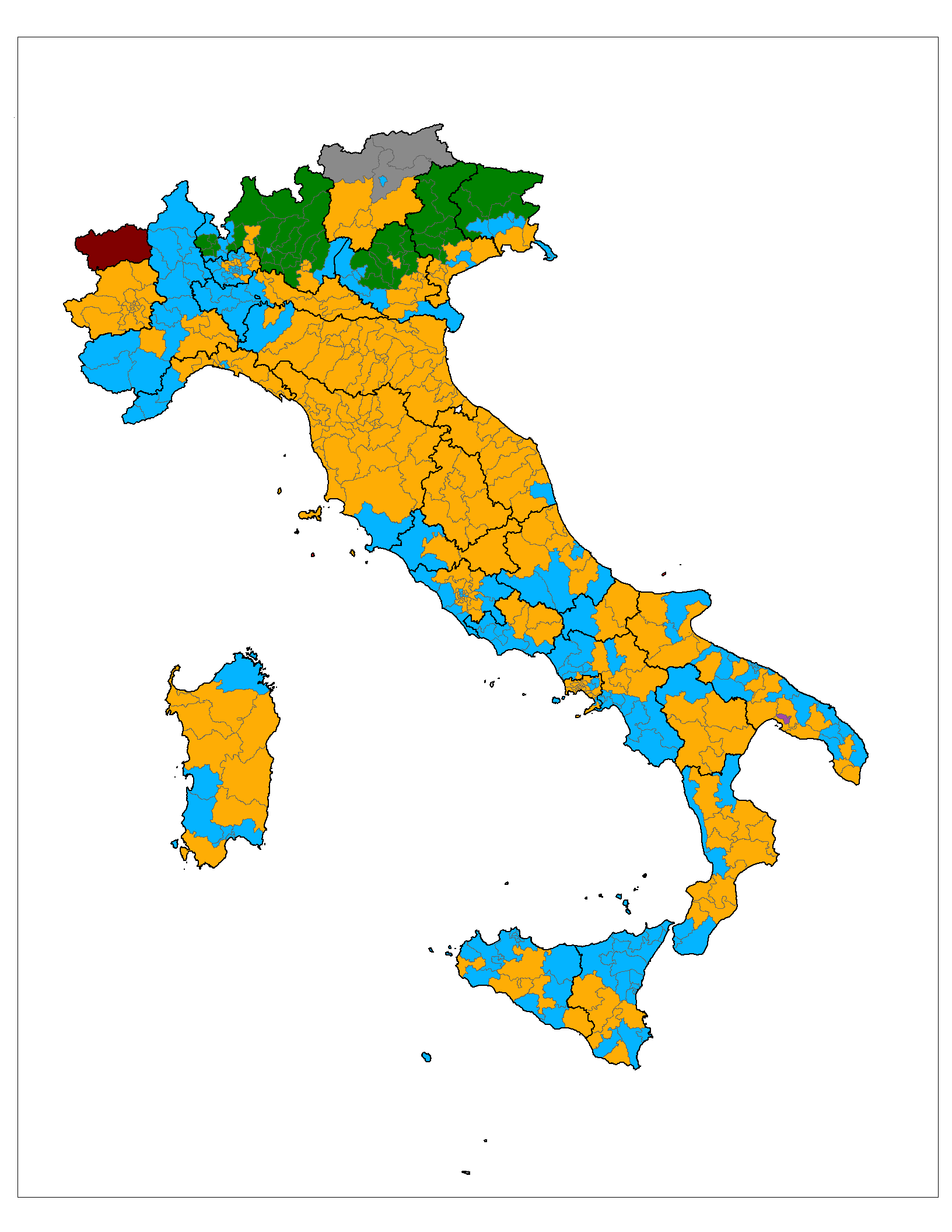
Risultati nei collegi uninominali

Le elezioni politiche in Italia del 1996 nei collegi uninominali della Camera dei deputati hanno visto i seguenti risultati.

## Piemonte 1
| Collegio              | Candidati                             | Candidati                    | Candidati                 | Candidati               | Candidati                     | Candidati                 | Candidati                                        |
| Collegio              | L'Ulivo                               | Polo per le Libertà          | Lega Nord                 | Verdi Verdi             | Piemonte Nazione d'Europa     | Partito Umanista          | Altri                                            |
| --------------------- | ------------------------------------- | ---------------------------- | ------------------------- | ----------------------- | ----------------------------- | ------------------------- | ------------------------------------------------ |
| 1. Torino 1           | Maria Pia Valetto 37.589 (44,4%)      | Edro Colombini (41,6%)       | Roberto Maroni (10,9%)    |                         | Renzo Rabellino (2,3%)        | Massimiliano Berta (0,8%) |                                                  |
| 2. Torino 2           | Diego Novelli (47,9%)                 | Emilia Rossi (37,2%)         | Roberto Pesce (10,8%)     | Cinzia Lupi (3,6%)      |                               | Antonio Tevere (0,7%)     |                                                  |
| 3. Torino 3           | Maria Chiara Acciarini (49,2%)        | Silvana Fantini (37,8%)      | Marzia Casolati (11,4%)   |                         |                               | Tony Manigrasso (1,6%)    |                                                  |
| 4. Torino 4           | Sergio Chiamparino (51,4%)            | Luciano Pianelli (33,7%)     | Mario Borghezio (10,9%)   |                         |                               | Paola Balestra (2,1%)     | Salvatore Bevilacqua (Partito Socialista) (1,9%) |
| 5. Torino 5           | Dario Ortolano (Progressisti) (46,2%) | Giorgio Bissacco (38,0%)     | Alfredo Pollini (15,8%)   |                         |                               |                           |                                                  |
| 6. Torino 6           | Furio Colombo (46,6%)                 | Lelio Lantella (36,8%)       | Paola Gobetti (11,2%)     | Alberto Lupi (3,2%)     | Maria Luciana Pronzato (2,2%) |                           |                                                  |
| 7. Torino 7           | Gianfranco Morgando (49,3%)           | Bernardo Chiappo (34,0%)     | Maurizio Gotta (11,9%)    | Maurizio Lupi (4,8%)    |                               |                           |                                                  |
| 8. Torino 8           | Giorgio Benvenuto (47,9%)             | Deodato Scanderebech (35,6%) | Matteo Brigandì (12,1%)   | Davide Nerattini (4,4%) |                               |                           |                                                  |
| 9. Ivrea              | Giorgio Panattoni (41,9%)             | Alberto Tognoli (36,1%)      | Andrea Pellissier (22,0%) |                         |                               |                           |                                                  |
| 10. Chivasso          | Renato Cambursano (43,0%)             | Michele Vietti (34,6%)       | Piero Sala (17,0%)        |                         |                               |                           | Nevio Coral (Nuove Energie) (5,4%)               |
| 11. Settimo Torinese  | Giorgio Gardiol (47,0%)               | Francesco Ventura (34,1%)    | Mario Demichela (14,7%)   |                         | Marilena Garrone (4,2%)       |                           |                                                  |
| 12. Moncalieri        | Sergio Rogna (42,8%)                  | Salvatore Musumeci (38,8%)   | Antonio Brossa (18,4%)    |                         |                               |                           |                                                  |
| 13. Nichelino         | Salvatore Buglio (46,2%)              | Giovanna Alberto (35,9%)     | Sergio Sandrone (17,9%)   |                         |                               |                           |                                                  |
| 14. Rivoli            | Mimmo Lucà (50,5%)                    | Vito Plastino (35,0%)        | Ernesto Chiesa (14,5%)    |                         |                               |                           |                                                  |
| 15. Collegno          | Livia Turco (52,8%)                   | Ermanno Margaglia (33,4%)    | Antonio Dattilo (13,8%)   |                         |                               |                           |                                                  |
| 16. Venaria Reale     | Piero Fassino (46,7%)                 | Marina Mazzeo (31,8%)        | Ezio Genisio (19,3%)      |                         |                               |                           | Eraldo Enrietti (Nuove Energie) (2,2%)           |
| 17. Rivarolo Canavese | Giuseppe Niedda (34,5%)               | Antonio Cherio (30,3%)       | Roberto Ceresa (26,4%)    |                         |                               |                           | Giancarlo Vacca Cavalot (Moderati) (8,8%)        |
| 18. Giaveno           | Luigi Massa (37,2%)                   | Osvaldo Napoli (34,2%)       | Vincenzo Perrotta (21,6%) |                         | Alida Benetto Ravetto (7,0%)  |                           |                                                  |
| 19. Pinerolo          | Giorgio Merlo (45,0%)                 | Lucio Malan (32,6%)          | Daria Pugliese (22,4%)    |                         |                               |                           |                                                  |

## Piemonte 2
| Collegio             | Candidati                     | Candidati                             | Candidati                       | Candidati                   | Candidati                 | Candidati                 | Candidati                                  |
| Collegio             | L'Ulivo                       | Polo per le Libertà                   | Lega Nord                       | Mani pulite                 | Lista Pannella-Sgarbi     | Piemonte Nazione d'Europa | Altri                                      |
| -------------------- | ----------------------------- | ------------------------------------- | ------------------------------- | --------------------------- | ------------------------- | ------------------------- | ------------------------------------------ |
| 1. Alba              | Gianfranco Maggi (33,7%)      | Mariella Cavanna Scirea (34,0%)       | Sebastiano Fogliato (32,3%)     |                             |                           |                           |                                            |
| 2. Savigliano        | Sergio Soave (34,8%)          | Fabrizio Del Noce (31,9%)             | Guido Giuseppe Rossi (33,9%)    |                             |                           |                           |                                            |
| 3. Fossano           | Gianluigi Campogrande (28,0%) | Raffaele Costa (39,4%)                | Domenico Comino (32,6%)         |                             |                           |                           |                                            |
| 4. Cuneo             | Giovenale Gerbaudo (33,9%)    | Teresio Delfino (30,9%)               | Mario Lucio Barral (35,2%)      |                             |                           |                           |                                            |
| 5. Canelli           | Secondo Scanavino (34,1%)     | Maria Teresa Armosino (35,3%)         | Paolo Franzini Tibaldeo (30,6%) |                             |                           |                           |                                            |
| 6. Asti              | Vittorio Voglino (39,4%)      | Antonio Baudo (36,0%)                 | Paolo Tagini (21,0%)            |                             | Fernanda Marchisio (3,6%) |                           |                                            |
| 7. Casale Monferrato | Elio Gioanola (37,2%)         | Eugenio Viale (43,4%)                 | Enri Bo (19,4%)                 |                             |                           |                           |                                            |
| 8. Alessandria       | Renzo Penna (42,5%)           | Franco Stradella (39,3%)              | Tino Rossi (18,2%)              |                             |                           |                           |                                            |
| 9. Novi Ligure       | Gianni Rivera (42,8%)         | Gian Piero Broglia (37,3%)            | Antonio Zanardi (19,9%)         |                             |                           |                           |                                            |
| 10. Acqui Terme      | Lino Carlo Rava (47,3%)       | Gian Domenico Buffa (32,2%)           | Valerio Malvezzi (20,5%)        |                             |                           |                           |                                            |
| 11. Vercelli         | Giovanni Tricerri (37,8%)     | Roberto Rosso (41,3%)                 | Francesco Borasio (19,2%)       |                             |                           |                           | Francesco Radaelli (Lista Radaelli) (1,7%) |
| 12. Cossato          | Federico Trombini (34,8%)     | Sandro Delmastro Delle Vedove (35,1%) | Angelo Dago (26,6%)             |                             |                           | Bruno Ambrosini (3,5%)    |                                            |
| 13. Biella           | Massimo Coda Spuetta (33,1%)  | Roberto Lavagnini (36,9%)             | Patrizia Anfossi (21,8%)        | Stefano Aimone Prina (3,4%) |                           | Attilio Hary (4,8%)       |                                            |
| 14. Novara           | Giancarlo Lombardi (39,6%)    | Ugo Martinat (40,1%)                  | Guglielmo Carbonero (14,6%)     | Igor Cioffi (2,1%)          | Cesare Corselli (3,6%)    |                           |                                            |
| 15.Trecate           | Mauro Ottolenghi (37,6%)      | Vittorio Tarditi (37,9%)              | Renato Scarano (20,9%)          |                             | Laura Occhetta (3,6%)     |                           |                                            |
| 16. Borgomanero      | Franco Fornara (37,7%)        | Paolo Mammola (39,2%)                 | Emilio Zenoni (23,1%)           |                             |                           |                           |                                            |
| 17. Verbania         | Franco Ravandoni (33,6%)      | Marco Zacchera (39,3%)                | Corrado Cattrini (22,2%)        | Mauro Polli (5,0%)          |                           |                           |                                            |

## Lombardia 1
| Collegio                  | Candidati                      | Candidati                      | Candidati                         | Candidati                   | Candidati                  | Candidati                            |
| Collegio                  | L'Ulivo                        | Polo per le Libertà            | Lega Nord                         | Partito Umanista            | Fiamma Tricolore           | Altri                                |
| ------------------------- | ------------------------------ | ------------------------------ | --------------------------------- | --------------------------- | -------------------------- | ------------------------------------ |
| 1. Milano 1               | Michele Salvati (36,3%)        | Silvio Berlusconi (51,5%)      | Umberto Bossi (11,4%)             | Camillo Comelli (0,8%)      |                            |                                      |
| 2. Milano 2               | Carlo Paris (37,2%)            | Ignazio La Russa (47,8%)       | Pierluigi Crola (12,1%)           | Luigi Salvioni (1,2%)       | Vito Rovigatti (1,7%)      |                                      |
| 3. Milano 3               | Giovanni Cominelli (37,1%)     | Rocco Buttiglione (48,5%)      | Marco Brigliadori (13,1%)         | Giorgio Schultze (1,3%)     |                            |                                      |
| 4. Milano 4               | Pippo Ranci (35,2%)            | Michele Saponara (52,3%)       | Alfredo Parabiaghi (11,5%)        | Anna Teresa Polo (1,0%)     |                            |                                      |
| 5. Milano 5               | Emanuele Fiano (37,2%)         | Mario Valducci (47,1%)         | Ettore Palli (13,4%)              |                             | Carlo De Donno (2,3%)      |                                      |
| 6. Milano 6               | Marco Balducci (35,1%)         | Achille Serra (50,5%)          | Virginio Carnevali (13,2%)        | Giovanna Ubaldeschi (1,2%)  |                            |                                      |
| 7. Milano 7               | Sergio Poggio (39,3%)          | Gabriele Pagliuzzi (44,9%)     | Laura Molteni (14,5%)             | Daniela Allodoli (1,4%)     |                            |                                      |
| 8. Milano 8               | Pietro Segata (39,8%)          | Tiziana Maiolo (45,3%)         | Roberto Bernardelli (14,1%)       | Giovanna Vasciminno (1,3%)  |                            |                                      |
| 9. Milano 9               | Franco Danieli (42,8%)         | Gian Carlo Abelli (39,8%)      | Daniela Lauber (14,3%)            | Stefania Brocchi (1,2%)     |                            | Guido Deconi (Lega Nazionale) (1,9%) |
| 10. Milano 10             | Alvaro Superchi (39,6%)        | Gabriele Cimadoro (43,1%)      | Roberto Ronchi (15,8%)            | Salvatore Fraticelli (1,5%) |                            |                                      |
| 11. Milano 11             | Marco Granelli (41,4%)         | Alberto di Luca (42,6%)        | Marco Tordelli (14,6%)            | Franca Banti (1,4%)         |                            |                                      |
| 12. Rozzano               | Giuseppe Polistena (41,3%)     | Valentina Aprea (44,4%)        | Giordano Bruno Ambrosetti (14,3%) |                             |                            |                                      |
| 13. Corsico               | Giuseppe Gatti (41,2%)         | Giuseppe Rossetto (44,9%)      | Claudio Graticola (13,9%)         |                             |                            |                                      |
| 14. Abbiategrasso         | Pierluigi Pasi (36,8%)         | Giovanni Deodato (40,0%)       | Ivaldo Carini (23,1%)             |                             |                            |                                      |
| 15. Busto Garolfo         | Gianni Mainini (33,0%)         | Paolo Romani (35,1%)           | Abramo Bellani (31,9%)            |                             |                            |                                      |
| 16. Legnano               | Piera Landoni (33,7%)          | Giulio Savelli (36,8%)         | Alessandra Padoan (29,5%)         |                             |                            |                                      |
| 17. Rho                   | Franco Monaco (41,3%)          | Vittorio Lodolo D'Oria (37,6%) | Claudio Cozzi (21,1%)             |                             |                            |                                      |
| 18. Bollate               | Carlo Stelluti (42,4%)         | Pierfrancesco Gamba (39,6%)    | Giuseppe Ricci (18,0%)            |                             |                            |                                      |
| 19. Limbiate              | Corrado Peraboni (35,0%)       | Roberto Alboni (35,1%)         | Maurizio Porta (29,9%)            |                             |                            |                                      |
| 20. Paderno Dugnano       | Nando dalla Chiesa (42,3%)     | Carlo Usiglio (38,8%)          | Margherita Muzzioli (18,9%)       |                             |                            |                                      |
| 21. Sesto San Giovanni    | Giovanni Bianchi (45,7%)       | Alberto Clivati (40,0%)        | Giulia Landoni (13,0%)            | Luigia Bigatti (1,3%)       |                            |                                      |
| 22. Cinisello Balsamo     | Marco Fumagalli (47,2%)        | Carlo Lio (37,5%)              | Petra Moioli (15,3%)              |                             |                            |                                      |
| 23. Desio                 | Gianni Locatelli (31,4%)       | Dario Rivolta (39,5%)          | Ombretta Viganò (29,1%)           |                             |                            |                                      |
| 24. Seregno               | Angelo Guerraggio (29,7%)      | Alessandro Rubino (37,8%)      | Francesco Formenti (30,6%)        |                             | Alessandro Piazza (1,9%)   |                                      |
| 25. Monza                 | Piergiorgio Borgonovo (37,1%)  | Roberto Radice (42,8%)         | Ludovico Gilberti (17,9%)         |                             | Oscar Clemencigh (2,2%)    |                                      |
| 26. Vimercate             | Giovanni Battista Sala (37,9%) | Anna Maria De Luca (38,3%)     | Marco Desiderati (23,8%)          |                             |                            |                                      |
| 27. Agrate Brianza        | Lino Duilio (43,2%)            | Gianantonio Arnoldi (34,7%)    | Guido Malusa (22,1%)              |                             |                            |                                      |
| 28. Cologno Monzese       | Carla Stampacchia (41,2%)      | Gian Paolo Landi (41,4%)       | Simonetta Faverio (17,6%)         |                             |                            |                                      |
| 29. Melzo                 | Sergio Fumagalli (40,7%)       | Emanuele Basile (38,3%)        | Franco Piantelli (21,0%)          |                             |                            |                                      |
| 30. Pioltello             | Fernando Cristofori (40,1%)    | Domenico Lo Jucco (43,3%)      | Roberto Grugnetti (14,0%)         |                             | Marinella Cartolari (2,6%) |                                      |
| 31. San Giuliano Milanese | Ferdinando Targetti (44,1%)    | Franca Valenti (40,5%)         | Siro Marziali (14,2%)             | Gianni Gilardoni (1,2%)     |                            |                                      |

## Lombardia 2
| 1. Varese                | Robertino Ghiringhelli (29,6%) | Luigi Zocchi (33,9%)            | Irene Pivetti (34,6%)            | Roberto Minidio (2,4%)     |
| 2. Luino                 | Manolo Marzaro (31,0%)         | Massimo Maria Berruti (36,9%)   | Vittorio Gaggioni (32,1%)        |                            |
| 3. Tradate               | Giuseppe Adamoli (30,8%)       | Giorgio Albertazzi (31,0%)      | Carlo Ambrogio Frigerio (38,2%)  |                            |
| 4. Sesto Calende         | Renato Montalbetti (30,6%)     | Carlo Castiglioni (29,2%)       | Giancarlo Giorgetti (37,8%)      | Gian Luca Del Marco (2,4%) |
| 5. Gallarate             | Giancarlo Bettinelli (30,7%)   | Giorgio Stracquadanio (34,5%)   | Giovanna Bianchi Clerici (34,9%) |                            |
| 6. Busto Arsizio         | Walter Picco Bellazzi (28,0%)  | Renzo Tosolini (37,1%)          | Marco Sartori (34,9%)            |                            |
| 7. Saronno               | Giuseppe Moiana (31,0%)        | Luigi Negri (34,9%)             | Roberto Ceriani (34,1%)          |                            |
| 8. Como                  | Giuseppe Veca (30,1%)          | Alessio Butti (40,9%)           | Luca Leoni Orsenigo (26,5%)      | Mario Nicollini (2,5%)     |
| 9. Cantù                 | Adria Bartolich (28,3%)        | Massimo Guarischi (35,5%)       | Paolo Colombo (36,2%)            |                            |
| 10. Erba                 | Domenico Salvadore (27,4%)     | Alberto Cova (35,6%)            | Cesare Rizzi (37,0%)             |                            |
| 11. Olgiate Comasco      | Bruno Saladino (27,5%)         | Mario Alberto Taborelli (38,1%) | Lorenzo Canepa (34,4%)           |                            |
| 12. Morbegno             | Riccardo Tanghetti (23,9%)     | Francesco Valsecchi (29,6%)     | Ugo Parolo (43,6%)               | Alberto Botta (2,9%)       |
| 13. Sondrio              | Pietro Carnini (27,2%)         | Paolo Oberti (34,2%)            | Elena Ciapusci (38,6%)           |                            |
| 14. Lecco                | Lamberto Riva (36,8%)          | Battista Rusconi (30,6%)        | Ferdinando Ceresa (30,8%)        | Marcello Olivari (1,8%)    |
| 15. Merate               | Mauro Guerra (35,0%)           | Giulio Boscagli (30,9%)         | Alberto Bosisio (34,1%)          |                            |
| 16. Bergamo              | Ermanno Gamba (34,8%)          | Mirko Tremaglia (36,1%)         | Giancarlo Pagliarini (29,1%)     |                            |
| 17. Seriate              | Claudio Malinverni (25,7%)     | Giorgio Jannone (28,8%)         | Piergiorgio Martinelli (45,5%)   |                            |
| 18. Ponte San Pietro     | Beppe Benigni (31,0%)          | Pier Luigi Penati (27,6%)       | Luciana Frosio Roncalli (41,4%)  |                            |
| 19. Treviglio            | Giuseppe D'Acchioli (30,9%)    | Mariolina Moioli Viganò (32,2%) | Ettore Pirovano (36,9%)          |                            |
| 20. Albino               | Giuseppe Imberti (26,6%)       | Carlo Fatuzzo (21,5%)           | Roberto Calderoli (51,9%)        |                            |
| 21. Costa Volpino        | Letterio Dimauro (28,0%)       | Massimo Collarini (27,9%)       | Silvestro Terzi (44,1%)          |                            |
| 22. Dalmine              | Vincenzo Marchetti (31,4%)     | Fabrizio Fabrizi (31,3%)        | Giacomo Stucchi (41,2%)          |                            |
| 23. Zogno                | Gian Pietro Galizzi (25,6%)    | Giovanni Michiara (22,0%)       | Diego Alborghetti (52,4%)        |                            |
| 24. Brescia - Flero      | Paolo Corsini (39,6%)          | Gianpaolo Fasoli (32,3%)        | Giulio Arrighini (28,1%)         |                            |
| 25. Brescia - Roncadelle | Emilio Del Bono (40,0%)        | Alessandro Altobelli (34,8%)    | Flavio Bonafini (25,2%)          |                            |
| 26. Rezzato              | Luigi Bruno Bianchi (33,4%)    | Maurizio Margaroli (25,2%)      | Daniele Roscia (41,4%)           |                            |
| 27. Desenzano del Garda  | Riccardo Marchioro (31,5%)     | Adriano Paroli (34,3%)          | Luciana Bocchio (34,2%)          |                            |
| 28. Ghedi                | Franco Ferrari (36,0%)         | Eugenio Baresi (29,0%)          | Manlio Mantovani (35,0%)         |                            |
| 29. Orzinuovi            | Ettore Brunelli (30,4%)        | Quintilio Gorlani (30,0%)       | Roberto Faustinelli (39,6%)      |                            |
| 30. Chiari               | Vincenzo Filisetti (32,6%)     | Alberto Cavalli (29,6%)         | Daniele Molgora (37,8%)          |                            |
| 31. Lumezzane            | Adriano Taglietti (36,1%)      | Amilcare Di Mezza (26,8%)       | Alessandro Cè (37,1%)            |                            |
| 32. Darfo Boario Terme   | Ugo Sala (29,8%)               | Luciano Garatti (28,3%)         | Davide Carlo Caparini (41,9%)    |                            |

## Lombardia 3
| 1. Pavia                      | Virginio Rognoni (38,0%)   | Stefano Losurdo (39,9%)                | Archimede Bontempi (22,1%)    |
| 2. Vigevano                   | Stefania Spada (33,7%)     | Mario Masiero (44,3%)                  | Giancarlo Malvestito (22,0%)  |
| 3. Mortara                    | Gian Carlo Mazza (38,6%)   | Giacomo de Ghislanzoni Cardoli (39,2%) | Luigi Ferrari Bardile (22,2%) |
| 4. Voghera                    | Riccardo Fiamberti (37,7%) | Luigi Gastaldi (39,3%)                 | Cesare Ercole (23,0%)         |
| 5. Lodi                       | Stefano Apuzzo (38,6%)     | Umberto Giovine (39,0%)                | Andrea Gibelli (22,4%)        |
| 6. Crema                      | Gianni Risari (38,5%)      | Lamberto Grillotti (36,0%)             | Elena Ardemagni (25,5%)       |
| 7. Soresina                   | Sergio Trabattoni (37,4%)  | Gianfredo Mazzini (33,8%)              | Francesco Moggi (28,8%)       |
| 8. Cremona                    | Marco Pezzoni (43,3%)      | Carlo Grillo (35,9%)                   | Giovanni Robusti (20,8%)      |
| 9. Castiglione delle Stiviere | Diego Masi (36,9%)         | Andrea Merlotti (31,4%)                | Uber Anghinoni (31,7%)        |
| 10. Mantova                   | Ruggero Ruggeri (46,3%)    | Gianpaolo Azzini (31,9%)               | Fabio Dosi (21,8%)            |
| 11. Suzzara                   | Franco Raffaldini (52,6%)  | Giorgio Pini (29,1%)                   | Luca Bianchi (18,3%)          |

## Trentino - Alto Adige
| Collegio                         | Candidati                | Candidati                      | Candidati                 | Candidati                 | Candidati                | Candidati                      | Candidati                | Candidati |
| Collegio                         | L'Ulivo                  | Polo per le Libertà            | Lega Nord                 | Südtiroler Volkspartei    | PATT                     | Partito della Legge Naturale   | Union für Südtirol       |           |
| -------------------------------- | ------------------------ | ------------------------------ | ------------------------- | ------------------------- | ------------------------ | ------------------------------ | ------------------------ | --------- |
| 1. Bolzano                       | Ennio Chiodi (44,8%)     | Franco Frattini (46,8%)        |                           |                           |                          | Martin Burger (2,6%)           | Roland Lang (5,6%)       |           |
| 2. Appiano sulla Strada del Vino | Carlo Trentini (8,9%)    | Paolo Veronesi (8,7%)          |                           | Siegfried Brugger (73,0%) |                          | Valter Pizzulli (1,2%)         | Eva Klotz (8,2%)         |           |
| 3. Merano                        | Marco Dalbosco (9,8%)    | Paolo Deflorian (13,2%)        |                           | Karl Zeller (65,9%)       |                          | Emanuela Nart Tappeiner (1,7%) | Andreas Pöder (9,4%)     |           |
| 4. Bressanone                    | Verena Debiasi (7,7%)    | Luca Pigaiani (7,9%)           |                           | Hans Widmann (75,4%)      |                          | Walter Gruber (1,1%)           | Herbert Campidell (7,9%) |           |
| 5. Trento                        | Sandro Schmid (45,0%)    | Sergio Chiesa (31,0%)          | Angelica Maurina (13,9%)  |                           | Alberto Pattini (10,1%)  |                                |                          |           |
| 6. Rovereto                      | Marco Boato (38,7%)      | Pier Giorgio Plotegher (28,6%) | Leonardo Boldrini (17,5%) |                           | Giorgio Gelmetti (12,0%) | Gino Franzinelli (3,2%)        |                          |           |
| 7. Lavis                         | Luigi Olivieri (35,5%)   | Paolo Odorizzi (26,8%)         | Denis Bertolini (20,0%)   |                           | Franco Panizza (17,7%)   |                                |                          |           |
| 8. Pergine Valsugana             | Giuseppe Detomas (29,2%) | Aldo Degaudenz (28,0%)         | Rolando Fontan (23,3%)    |                           | Walter Kaswalder (18,5%) |                                |                          |           |

## Veneto 1
| Collegio                       | Candidati                             | Candidati                         | Candidati                    | Candidati                 | Candidati               | Candidati                   | Candidati                                                 |
| Collegio                       | L'Ulivo - Lega Autonomia Veneta       | Polo per le Libertà               | Lega Nord                    | Mani Pulite               | Unione Nord Est         | Fiamma Tricolore            | Altri                                                     |
| ------------------------------ | ------------------------------------- | --------------------------------- | ---------------------------- | ------------------------- | ----------------------- | --------------------------- | --------------------------------------------------------- |
| 1. Verona Ovest                | Ivan Novelli (33,6%)                  | Pieralfonso Fratta Pasini (36,2%) | Enzo Flego (24,1%)           | Nicola Baldo (1,7%)       | Umberto Sottana (1,9%)  | Alberto Lomastro (2,5%)     |                                                           |
| 2. Verona Est                  | Moreno Morando (38,5%)                | Alberto Giorgetti (38,5%)         | Flavio Tosi (21,1%)          | Marco Pisani (1,9%)       |                         |                             |                                                           |
| 3. Bussolengo                  | Alfredo Forlin (28,1%)                | Ettore Peretti (37,4%)            | Umberto Chincarini (34,5%)   |                           |                         |                             |                                                           |
| 4. San Martino Buon Albergo    | Guariente Guarienti (28,6%)           | Sandro Sandri (28,7%)             | Luca Bagliani (39,4%)        |                           |                         |                             | Carlo Lavagnoli (Solidarietà Veneta) (3,3%)               |
| 5. San Giovanni Lupatoto       | Tito Brunelli (28,0%)                 | Vittorio Vantini (33,9%)          | Stefano Signorini (34,0%)    |                           | Paolo Menegazzi (4,1%)  |                             |                                                           |
| 6. Villafranca di Verona       | Lucio Campagnola (28,0%)              | Antonio Piva (34,5%)              | Luigi Lovato (31,0%)         | Stefano Filippi (2,8%)    | Marco Stanzial (3,7%)   |                             |                                                           |
| 7. Legnago                     | Giorgio Scarato (33,0%)               | Aventino Frau (39,9%)             | Roberto Rettondini (27,1%)   |                           |                         |                             |                                                           |
| 8. Vicenza                     | Tiziano Treu (36,4%)                  | Paolo Caoduro (31,9%)             | Stefano Stefani (26,1%)      | Francesco Cemolani (1,4%) | Silvano Giometto (2,0%) |                             | Ferdinando Landi (Lista Pannella-Sgarbi) (2,2%)           |
| 9. Bassano del Grappa          | Giovanni Zen (28,2%)                  | Claudio Gerolimetto (29,2%)       | Fiorenzo Della Rosa (41,0%)  | Paolo Andriollo (1,6%)    |                         |                             |                                                           |
| 10. Thiene                     | Francesco Montemaggiore (30,1%)       | Romano Filippi (22,9%)            | Daniele Apolloni (47,0%)     |                           |                         |                             |                                                           |
| 11. Arzignano                  | Luca Lazzaroni (26,4%)                | Giampietro Zanovello (28,0%)      | Alberto Lembo (45,6%)        |                           |                         |                             |                                                           |
| 12. Schio                      | Angela Maria Gritta Grainer (31,0%)   | Mario Bortoloso (22,6%)           | Carlo Fongaro (45,4%)        | Rodolfo Rizzo (1,0%)      |                         |                             |                                                           |
| 13. Dueville                   | Dario Menara (26,6%)                  | Antonio Pasinato (33,0%)          | Luigino Vascon (40,4%)       |                           |                         |                             |                                                           |
| 14. Padova - Selvazzano Dentro | Gianantonio Mazzocchin (39,8%)        | Aldo Espro (36,7%)                | Alberto Dalla Libera (21,1%) |                           |                         | Massimiliano Poncina (2,2%) |                                                           |
| 15. Padova centro storico      | Piero Ruzzante (41,4%)                | Gianluca La Torre (38,9%)         | Enrico Cappelletti (19,0%)   |                           |                         |                             | Marco Tatriele (Partito Federalista) (0,7%)               |
| 16. Este                       | Sergio Manzato (36,9%)                | Giuseppe Trentin (33,9%)          | Aurelio Puato (29,2%)        |                           |                         |                             |                                                           |
| 17. Piove di Sacco             | Giovanni Saonara (37,5%)              | Aldo Bottin (32,5%)               | Vittorio Sambin (30,0%)      |                           |                         |                             |                                                           |
| 18. Albignasego                | Luisa Debiasio Calimani (35,2%)       | Riccardo Pedrale (34,3%)          | Bruno Lazzaris (30,5%)       |                           |                         |                             |                                                           |
| 19. Cittadella                 | Pietro Folena (29,0%)                 | Maurizio Saia (31,0%)             | Flavio Rodeghiero (40,0%)    |                           |                         |                             |                                                           |
| 20. Vigonza                    | Dino Scantamburlo (34,4%)             | Vittorio Aliprandi (31,8%)        | Graziano Bosello (32,6%)     |                           |                         |                             | Marco Bizzotto (Partito Federalista) (1,2%)               |
| 21. Rovigo                     | Gabriele Frigato (42,2%)              | Luca Bellotti (37,1%)             | Rossella Rigoni (17,7%)      | Bruno Candita (3,0%)      |                         |                             |                                                           |
| 22. Adria                      | Giulio Azzalin (Progressisti) (36,5%) | Demetrio Errigo (39,4%)           | Stefano Falconi (21,4%)      |                           |                         |                             | Luca Azzano Cantarutti (Lega Italiana Federalista) (2,7%) |

## Veneto 2
| 1. Venezia - San Marco         | Giovanni Castellani (47,6%)             | Giuseppe Suppiej (35,6%)           | Roberto Ferrara (16,8%)     |
| 2. Venezia - Mestre            | Cesare De Piccoli (46,1%)               | Vincenzo Ancona (34,5%)            | Nicola Bottacin (19,4%)     |
| 3. Venezia - Mira              | Francesco Bonato (Progressisti) (41,5%) | Paolo Scarpa Bonazza Buora (33,0%) | Giovanni Furlanetto (25,5%) |
| 4. Mirano                      | Giorgio La Malfa (36,8%)                | Ugo Bergamo (30,7%)                | Franca Gambato (32,5%)      |
| 5. Chioggia                    | Paolo Peruzza (40,4%)                   | Giuliano Godino (35,7%)            | Silvio Trevisan (23,9%)     |
| 6. Venezia - San Donà di Piave | Renato Bastianetto (33,9%)              | Mario Pezzoli (37,6%)              | Enrico Cavaliere (28,5%)    |
| 7. Portogruaro                 | Marcello Basso (40,4%)                  | Lucio Leonardelli (34,7%)          | Walter Vio (24,9%)          |
| 8. Treviso                     | Adriana Vigneri (37,1%)                 | Gustavo Selva (34,8%)              | Luciano Donner (28,1%)      |
| 9. Vittorio Veneto             | Roberto Marchetto (26,8%)               | Gildo Salton (24,9%)               | Mauro Michielon (48,3%)     |
| 10. Castelfranco Veneto        | Aristide De Marchi (28,7%)              | Loreta Baggio (26,1%)              | Luciano Dussin (45,2%)      |
| 11. Oderzo                     | Maurizio Menegon (28,8%)                | Giacomo Archiutti (28,0%)          | Giuseppe Covre (43,2%)      |
| 12. Conegliano                 | Pierluigi Damian (26,8%)                | Ettore Setten (26,9%)              | Guido Dussin (46,3%)        |
| 13. Belluno                    | Paolo Garna (29,4%)                     | Giulio Tremonti (33,6%)            | Paolo Bampo (37,0%)         |
| 14. Feltre                     | Guido Trento (34,3%)                    | Luigi Olivetti (22,1%)             | Fabio Calzavara (43,6%)     |
| 15. Montebelluna               | Ruggero Zanatta (24,4%)                 | Flavio Trinca (26,3%)              | Gianpaolo Dozzo (49,3%)     |

## Friuli - Venezia Giulia
| Collegio                 | Candidati                             | Candidati                   | Candidati                | Candidati                | Candidati                     | Candidati                 | Candidati              | Candidati                                       |
| Collegio                 | L'Ulivo                               | Polo per le Libertà         | Lega Nord                | Fiamma Tricolore         | Lista Pannella-Sgarbi         | Nord Libero Autonomia     | Mani Pulite            | Altri                                           |
| ------------------------ | ------------------------------------- | --------------------------- | ------------------------ | ------------------------ | ----------------------------- | ------------------------- | ---------------------- | ----------------------------------------------- |
| 1. Trieste Centro        | Orazio Bobbio (38,5%)                 | Roberto Menia (48,5%)       | Anna Piccioni (6,5%)     | Manlio Portolan (2,5%)   | Marco Gentili (4,4%)          | Giorgio Marchesich (1,2%) |                        | Silvana Bogliolo (Patto Donne Trieste) (1,2%)   |
| 2. Trieste - Muggia      | Paolo Rumiz (41,4%)                   | Gualberto Niccolini (43,3%) | Massimiliano Coos (8,8%) | Antonino Martelli (3,8%) |                               | Laura Tamburini (1,5%)    |                        | Pierpaolo Pergolis (Patto Donne Trieste) (1,2%) |
| 3. Gorizia               | Mario Prestamburgo (46,9%)            | Michele Luise (32,2%)       | Manfredi Jacumin (15,2%) | Sergio Cosma (4,0%)      |                               | Adriano Zamparo (1,7%)    |                        |                                                 |
| 4. Cervignano del Friuli | Elvio Ruffino (36,8%)                 | Raulle Lovisoni (34,2%)     | Pietro Arduini (24,9%)   |                          |                               |                           |                        | Enrico Moratti (Stato del Friuli) (4,1%)        |
| 5. Udine                 | Claudio Mussato (37,4%)               | Manlio Collavini (40,0%)    | Carla De Nardo (19,1%)   |                          | Gianfranco Leonarduzzi (3,5%) |                           |                        |                                                 |
| 6. Gemona del Friuli     | Carlo Toniutti (29,0%)                | Renzo Tondo (33,0%)         | Rinaldo Bosco (33,0%)    | Ernesto Pezzetta (3,1%)  |                               |                           |                        | Giacomino Rupil (1,9%)                          |
| 7. Codroipo              | Maurizio Ionico (27,7%)               | Daniele Franz (37,3%)       | Pietro Fontanini (35,0%) |                          |                               |                           |                        |                                                 |
| 8. Cividale del Friuli   | Massimo Cescutti (29,1%)              | Gabriele Cianci (32,9%)     | Domenico Pittino (35,3%) |                          |                               |                           | Roberto Vattori (2,7%) |                                                 |
| 9. Sacile                | Pio De Angelis (Progressisti) (22,7%) | Vittorio Sgarbi (34,8%)     | Edouard Ballaman (42,5%) |                          |                               |                           |                        |                                                 |
| 10. Pordenone            | Antonio Di Bisceglie (33,4%)          | Manlio Contento (36,2%)     | Nicola Zille (30,4%)     |                          |                               |                           |                        |                                                 |

## Liguria
| 1. Sanremo                | Marcello Priolo (32,6%)           | Giorgio Rebuffa (50,6%)        | Sonia Viale (16,8%)             |                                             |
| 2. Imperia                | Giuseppe Torelli (36,9%)          | Claudio Scajola (44,7%)        | Giacomo Chiappori (18,4%)       |                                             |
| 3. Albenga                | Mario Rembado (40,6%)             | Enrico Paolo Nan (44,0%)       | Giovanni Colla (15,4%)          |                                             |
| 4. Savona                 | Maura Camoirano (54,3%)           | Enrico Mozzoni (33,8%)         | Guglielmo Giusti (11,9%)        |                                             |
| 5. Genova - Varazze       | Lorenzo Acquarone (58,3%)         | Raffaella Della Bianca (30,8%) | Glauco Bettega (10,9%)          |                                             |
| 6. Genova - Sestri        | Roberto Di Rosa (63,7%)           | Roberto Rossi (27,2%)          | Roberto Giacomo Barbieri (9,1%) |                                             |
| 7. Genova - Campomorone   | Lino De Benetti (63,0%)           | Sandro Pastorino (27,6%)       | Roberto Di Prima (9,4%)         |                                             |
| 8. Genova - San Fruttuoso | Giovanni Marongiu (47,1%)         | Francesco Marenco (43,2%)      | Lorenzo Bevegni (8,5%)          | Ubaldo Santi (Lista Pannella-Sgarbi) (1,2%) |
| 9. Genova - Parenzo       | Claudio Burlando (56,9%)          | Gualtiero Chiodini (32,2%)     | Enrico Mezzani (10,9%)          |                                             |
| 10. Genova - Nervi        | Angelo Tartaglia (44,4%)          | Alfredo Biondi (45,6%)         | Marcello Beroggio (10,0%)       |                                             |
| 11. Rapallo               | Grazia Labate (46,0%)             | Giorgio Pesce (40,1%)          | Natale Gatto (13,9%)            |                                             |
| 12. Chiavari              | Alessandro Repetto (46,3%)        | Mazarino De Petro (37,3%)      | Maurizio Balocchi (16,4%)       |                                             |
| 13. Sarzana               | Nerio Nesi (Progressisti) (52,1%) | Corrado Peroni (38,5%)         | Tobias Zuccolotto (9,4%)        |                                             |
| 14. La Spezia             | Giorgio Bogi (55,3%)              | Piercarlo Castagnetti (38,7%)  | Virgilio Vaccani (6,0%)         |                                             |

## Emilia - Romagna
| Collegio                             | Candidati                                 | Candidati                         | Candidati                             | Candidati                 | Candidati                |
| Collegio                             | L'Ulivo                                   | Polo per le Libertà               | Lega Nord                             | Nuova Democrazia          | Fiamma Tricolore         |
| ------------------------------------ | ----------------------------------------- | --------------------------------- | ------------------------------------- | ------------------------- | ------------------------ |
| 1. Rimini - Santarcangelo di Romagna | Beniamino Andreatta (57,5%)               | Marco Lombardi (42,5%)            |                                       |                           |                          |
| 2. Rimini - Riccione                 | Gianni Mattioli (56,7%)                   | Massimo Ricci (36,8%)             | Francesco Anemoni (6,5%)              |                           |                          |
| 3. Forlì                             | Sauro Sedioli (60,0%)                     | Luigi Fratesi (33,4%)             | Corrado Metri (4,8%)                  | Carlo Flamigni (1,8%)     |                          |
| 4. Cesena                            | Roberto Pinza (62,1%)                     | Guido Ghini (30,2%)               | Lorenzo Martino (5,2%)                | Denis Ugolini (2,5%)      |                          |
| 5. Savignano sul Rubicone            | Valter Bielli (57,6%)                     | Giancarlo Valenti (34,8%)         | Gigi Agostini (5,8%)                  | Daniele Bertaccini (1,8%) |                          |
| 6. Ravenna - Cervia                  | Giordano Angelini (61,3%)                 | Gian Luigi Merloni (33,4%)        | Luigi Nori (5,3%)                     |                           |                          |
| 7. Faenza                            | Ramon Mantovani (Progressisti) (55,9%)    | Vittorio Berdondini (35,4%)       | Mauro Monti (8,7%)                    |                           |                          |
| 8. Ravenna - Lugo                    | Elsa Signorino (73,4%)                    | Vittorio Corallo (26,6%)          |                                       |                           |                          |
| 9. Ferrara - Via Bologna             | Alfredo Zagatti (57,3%)                   | Ugo Taddeo (36,6%)                | Gabriele De Paoli (6,1%)              |                           |                          |
| 10. Comacchio                        | Enrico Boselli (53,9%)                    | Silvano Pasquali (35,7%)          | Paolo Pavanello (7,0%)                |                           | Iginio Ferroni (3,4%)    |
| 11. Ferrara - Cento                  | Adriano Vignali (54,2%)                   | Alberto Balboni (37,7%)           | Pierluigi Bertolini (politico) (8,1%) |                           |                          |
| 12. Bologna - Mazzini                | Romano Prodi (60,8%)                      | Filippo Berselli (39,2%)          |                                       |                           |                          |
| 13. Bologna - San Donato             | Ugo Boghetta (Progressisti) (59,7%)       | Cesarina Bruzzi Barbarisi (40,3%) |                                       |                           |                          |
| 14. Bologna - Borgo Panigale         | Achille Occhetto (69,9%)                  | Gian Luca Galletti (30,1%)        |                                       |                           |                          |
| 15. Imola                            | Bruno Solaroli (68,7%)                    | Angela Labanca (31,3%)            |                                       |                           |                          |
| 16. Bologna - Pianoro                | Giovanna Grignaffini (60,0%)              | Anna Degli Esposti (40,0%)        |                                       |                           |                          |
| 17. Casalecchio di Reno              | Sergio Sabattini (68,0%)                  | Luciana Ceccarelli Gueze (32,0%)  |                                       |                           |                          |
| 18. San Giovanni in Persiceto        | Mauro Zani (66,8%)                        | Enrico Bonfiglioli (33,2%)        |                                       |                           |                          |
| 19. San Lazzaro di Savena            | Paolo Galletti (64,4%)                    | Marco Matteucci (35,6%)           |                                       |                           |                          |
| 20. Modena centro                    | Salvatore Biasco (60,5%)                  | Paolo Casolari (31,0%)            | Gianni Bettelli (7,0%)                |                           | Vincenzo Pezzuoli (1,5%) |
| 21. Mirandola                        | Roberto Guerzoni (67,5%)                  | Francesco Munari (32,5%)          |                                       |                           |                          |
| 22. Vignola                          | Paola Manzini (56,6%)                     | Claudio Bertolacelli (31,7%)      | Guido Guaitoli (11,7%)                |                           |                          |
| 23. Modena - Sassuolo                | Lanfranco Turci (57,6%)                   | Claudia Severi (32,4%)            | Maria Santeramo (10,0%)               |                           |                          |
| 24. Carpi                            | Sauro Turroni (68,0%)                     | Orazio Vignoli (24,4%)            | Gualtiero Raimondi (7,6%)             |                           |                          |
| 25. Reggio Emilia                    | Antonio Soda (66,5%)                      | Luisa Martelli Manenti (26,8%)    | Paolo Roggero (6,7%)                  |                           |                          |
| 26. Guastalla                        | Elena Montecchi (66,7%)                   | Lorenzo Bonini (23,3%)            | Angelo Alessandri (10,0%)             |                           |                          |
| 27. Scandiano                        | Oliviero Diliberto (Progressisti) (58,1%) | Zeno Davoli (28,7%)               | Romano Scaletti (13,2%)               |                           |                          |
| 28. Parma centro                     | Rocco Caccavari (52,6%)                   | Massimo Moine (33,6%)             | Riccardo Pellegrini (13,8%)           |                           |                          |
| 29. Parma - Collecchio               | Giuseppe Bicocchi (50,3%)                 | Giorgio Aiello (33,1%)            | Carlo Bottiglieri (16,6%)             |                           |                          |
| 30. Fidenza                          | Pierluigi Petrini (47,7%)                 | Anna Tanzi (32,4%)                | Gianfranco Biolzi (17,4%)             |                           | Gianfranco Gotra (2,5%)  |
| 31. Piacenza                         | Gianfranco Pasquino (41,0%)               | Tommaso Foti (41,3%)              | Giorgio Alessandrini (17,7%)          |                           |                          |
| 32. Fiorenzuola d'Arda               | Maurizio Migliavacca (41,1%)              | Patrizia Barbieri (38,3%)         | Francesco Ghidini (20,6%)             |                           |                          |

## Toscana
| Collegio                          | Candidati                                  | Candidati                        | Candidati                | Candidati                   | Candidati                | Candidati                 |
| Collegio                          | L'Ulivo                                    | Polo per le Libertà              | Lega Nord                | Fiamma Tricolore            | Mani Pulite              | Partito Umanista          |
| --------------------------------- | ------------------------------------------ | -------------------------------- | ------------------------ | --------------------------- | ------------------------ | ------------------------- |
| 1. Firenze 1                      | Luigi Berlinguer (54,3%)                   | Gianfranco Michelini (40,4%)     | Simone Gnaga (1,9%)      | Romolo Paolinelli (2,6%)    |                          | Paolo Vecchi (0,8%)       |
| 2. Firenze 2                      | Lamberto Dini (64,7%)                      | Massimo Ruffilli (33,9%)         |                          |                             |                          | Maura Addi (1,4%)         |
| 3. Firenze 3                      | Valdo Spini (63,5%)                        | Enrico Chiodi (35,2%)            |                          |                             |                          | Arnaldo D'Agostino (1,3%) |
| 4. Scandicci                      | Lapo Pistelli (68,4%)                      | Luigi Baldini (29,3%)            | Franca Vennarini (2,3%)  |                             |                          |                           |
| 5. Sesto Fiorentino               | Francesca Chiavacci (68,9%)                | Carlo Bevilacqua (28,1%)         | Aureliano Bruno (2,3%)   |                             |                          | Ivo Pessina (0,7%)        |
| 6. Firenze - Pontassieve          | Marco Rizzo (Progressisti) (62,7%)         | Fabrizio Frizzi Baccioni (32,7%) | Stefano Sartoni (3,2%)   |                             |                          | Claudia Agati (1,4%)      |
| 7. Empoli                         | Vassili Campatelli (71,8%)                 | Enrico Nistri (25,7%)            | Antonio Lelli (2,5%)     |                             |                          |                           |
| 8. Bagno a Ripoli                 | Leonardo Domenici (69,1%)                  | Gaia Checcucci (30,9%)           |                          |                             |                          |                           |
| 9. Prato - Montemurlo             | Mauro Vannoni (62,8%)                      | Paolo Chiozzi (37,2%)            |                          |                             |                          |                           |
| 10. Prato - Carmignano            | Rosanna Moroni (Progressisti) (53,2%)      | Enrico Mencattini (42,1%)        | Emilio Paradiso (4,7%)   |                             |                          |                           |
| 11. Pistoia                       | Renzo Innocenti (59,7%)                    | Sergio Livi (35,8%)              | Vitaliano Manetti (3,6%) |                             |                          | Alfredo De Angelis (0,9%) |
| 12. Montecatini Terme             | Famiano Crucianelli (54,5%)                | Ettore Severi (42,0%)            | Mauro Breschi (3,5%)     |                             |                          |                           |
| 13. Montevarchi                   | Giorgio Malentacchi (Progressisti) (57,4%) | Frido Guadagni (35,6%)           | Maurizio Andreini (3,2%) | Fabio Rossi (3,8%)          |                          |                           |
| 14. Arezzo                        | Vasco Giannotti (54,2%)                    | Alessandro Barciulli (40,3%)     | Licio Pasquini (2,4%)    | Maurizio Canosci (3,1%)     |                          |                           |
| 15. Cortona                       | Rosy Bindi (65,1%)                         | Anna Duchini (31,4%)             |                          | Mauro Turenci (3,5%)        |                          |                           |
| 16. Siena                         | Fabrizio Vigni (67,5%)                     | Marco Bindi (32,5%)              |                          |                             |                          |                           |
| 17. Pontedera                     | Giovanni Brunale (62,7%)                   | Gian Paolo Leoncini (34,1%)      | Daniela Giudici (3,2%)   |                             |                          |                           |
| 18. Massa Marittima               | Flavio Tattarini (66,0%)                   | Ermanno Lenzi (34,0%)            |                          |                             |                          |                           |
| 19. Grosseto                      | Vincenzo Viviani (46,9%)                   | Tiziana Parenti (48,1%)          | Rolando Ciacci (1,7%)    | Gerardo Palermo (3,3%)      |                          |                           |
| 20. Carrara                       | Elio Veltri (54,5%)                        | Maurizio Lorenzoni (39,7%)       | Giancarlo Pezzica (5,8%) |                             |                          |                           |
| 21. Massa                         | Fabio Evangelisti (52,4%)                  | Luigi Della Pina (40,1%)         | Vincenzo Soldati (3,7%)  | Gianfranco Lodezzano (3,8%) |                          |                           |
| 22. Viareggio                     | Carlo Carli (50,3%)                        | Riccardo Zucconi (43,4%)         | Alessandro Pucci (4,0%)  |                             | Lamberto Lumbrici (2,3%) |                           |
| 23. Lucca                         | Domenico Maselli (47,2%)                   | Altero Matteoli (45,8%)          | Vinicio Lucchesi (4,6%)  |                             | Vito Tirrito (2,4%)      |                           |
| 24. Pisa                          | Mauro Paissan (59,5%)                      | Luca Titoni (35,1%)              |                          | Gianni Rossi (3,5%)         | Enrico Marroni (1,9%)    |                           |
| 25. Capannori                     | Natale D'Amico (49,2%)                     | Nedo Lorenzo Poli (42,8%)        | Aldemaro Brogi (4,8%)    |                             | Ugo Lunardi (3,2%)       |                           |
| 26. Cascina                       | Alfredo Strambi (Progressisti) (57,8%)     | Franco Caponi (37,8%)            | Leo Doria (4,4%)         |                             |                          |                           |
| 27. Livorno - Collesalvetti       | Marco Susini (65,6%)                       | Riccardo Zanotti (32,2%)         | Giuseppe Mele (2,2%)     |                             |                          |                           |
| 28. Livorno - Rosignano Marittimo | Anna Maria Biricotti (65,4%)               | Giampaolo Secenti (32,5%)        | Gioia Pasquini (2,1%)    |                             |                          |                           |
| 29. Piombino                      | Fabio Mussi (61,5%)                        | Giacomo Landini (38,5%)          |                          |                             |                          |                           |

## Umbria
| 1. Perugia Centro    | Vincenzo Visco (54,0%)                 | Giorgio Corrado (43,8%)              | Francesco Miroballo (2,2%) |
| 2. Perugia - Todi    | Fabrizio Bracco (58,3%)                | Franco Battistelli (41,7%)           |                            |
| 3. Città di Castello | Mauro Agostini (63,2%)                 | Pietro Berretti (34,4%)              | Francesco Vimercati (2,4%) |
| 4. Gubbio            | Giuseppe Giulietti (57,2%)             | Fulvio Maiorca (40,1%)               | Maria Anna Di Toro (2,7%)  |
| 5. Foligno           | Maria Rita Lorenzetti (55,5%)          | Domenico Benedetti Valentini (42,5%) | Fabrizio Pelagatti (2,0%)  |
| 6. Terni             | Paolo Raffaelli (57,6%)                | Paolo Cicchini (41,0%)               | Tito Pescolloni (1,4%)     |
| 7. Orvieto           | Franco Giordano (Progressisti) (54,6%) | Carlo Legittimo (45,4%)              |                            |

## Marche
| Collegio                    | Candidati                             | Candidati                    | Candidati                   | Candidati                 | Candidati                                   |
| Collegio                    | L'Ulivo                               | Polo per le Libertà          | Lega Nord                   | Fiamma Tricolore          | Altri                                       |
| --------------------------- | ------------------------------------- | ---------------------------- | --------------------------- | ------------------------- | ------------------------------------------- |
| 1. Ascoli Piceno            | Paolo Polenta (50,9%)                 | Giulio Conti (49,1%)         |                             |                           |                                             |
| 2. San Benedetto del Tronto | Italo Cocci (Progressisti) (44,7%)    | Gianluigi Scaltritti (48,6%) |                             | Vinicio Leoni (6,7%)      |                                             |
| 3. Fermo                    | Fabrizio Cesetti (51,4%)              | Felice Tiburzi (43,3%)       |                             | Alberto Orsini (5,3%)     |                                             |
| 4. Macerata                 | Valerio Calzolaio (49,8%)             | Sandro Cacchiarelli (41,0%)  | Pierino Rossetti (2,0%)     | Dante Castiglioni (5,0%)  | Adelio Bravi (Lista Pannella-Sgarbi) (2,2%) |
| 5. Civitanova Marche        | Paola Mariani (50,4%)                 | Maurizio Bertucci (43,2%)    | Luigi Giagante (2,3%)       | Franco Francesconi (4,1%) |                                             |
| 6. Osimo                    | Luigi Giacco (49,0%)                  | Pietro Giannattasio (39,1%)  | Franco Marsili (2,3%)       | Arnaldo Ranciaro (4,2%)   | Alberto Cartuccia (Per le Marche) (5,4%)    |
| 7. Ancona                   | Eugenio Duca (59,8%)                  | Mario Gasparrini (38,0%)     | Giorgio Antonini (2,2%)     |                           |                                             |
| 8. Jesi                     | Primo Galdelli (Progressisti) (58,2%) | Pietro Camertoni (41,8%)     |                             |                           |                                             |
| 9. Senigallia               | Luciana Sbarbati (62,6%)              | Pierluigi Bevilacqua (34,8%) | Daniele Bontempi (2,6%)     |                           |                                             |
| 10. Pesaro                  | Francesco Merloni (60,8%)             | Giuseppe Rubinacci (36,4%)   |                             | Dario Magagnini (2,8%)    |                                             |
| 11. Urbino                  | Maria Lenti (Progressisti) (52,7%)    | Giorgio Giombini (38,3%)     | Giorgio Cancellieri (4,5%)  | Carlo Gulini (4,5%)       |                                             |
| 12. Fano                    | Pietro Natale Gasperoni (57,6%)       | Francesco D'Accardi (39,0%)  | Luca Rodolfo Paolini (3,4%) |                           |                                             |

## Lazio 1
| Collegio                       | Candidati                                | Candidati                          | Candidati                     | Candidati                    | Candidati                                       |
| Collegio                       | L'Ulivo                                  | Polo per le Libertà                | Fiamma Tricolore              | Partito Umanista             | Altri                                           |
| ------------------------------ | ---------------------------------------- | ---------------------------------- | ----------------------------- | ---------------------------- | ----------------------------------------------- |
| 1. Roma Centro                 | Walter Veltroni (49,9%)                  | Filippo Mancuso (45,8%)            | Isabella Rauti (4,3%)         |                              |                                                 |
| 2. Roma Trieste                | Flavio Bucci (44,3%)                     | Publio Fiori (52,1%)               | Gianluca Tirone (3,6%)        |                              |                                                 |
| 3. Roma Val Melaina            | Mauro Cutrufo (53,0%)                    | Carlo Ciocci (47,0%)               |                               |                              |                                                 |
| 4. Roma Monte Sacro            | Ennio Parrelli (50,1%)                   | Carlo Taormina (49,9%)             |                               |                              |                                                 |
| 5. Roma Pietralata             | Paolo Pietrangeli (Progressisti) (47,0%) | Angelo Sanza (47,5%)               | Alessandro Doppiani (5,5%)    |                              |                                                 |
| 6. Roma Prenestino-Labicano    | Massimo Scalia (55,4%)                   | Laura Scalabrini (39,2%)           | Claudio Marsilio (5,4%)       |                              |                                                 |
| 7. Roma Collatino              | Carlo Leoni (55,2%)                      | Francesco Caroleo Grimaldi (44,8%) |                               |                              |                                                 |
| 8. Roma Torre Angela           | Massimo Pompili (48,4%)                  | Pietro Di Muccio (43,7%)           | Emidio Carta (6,6%)           | Annalisa Pensiero (1,3%)     |                                                 |
| 9. Roma Prenestino-Centocelle  | Giorgio Pasetto (51,8%)                  | Stefano Gaggioli (42,9%)           | Giuseppe Delli Colli (5,3%)   |                              |                                                 |
| 10. Roma Tuscolano             | Enzo Ceremigna (51,3%)                   | Antonio Mazzocchi (48,7%)          |                               |                              |                                                 |
| 11. Roma Don Bosco             | Augusto Battaglia (53,6%)                | Giuseppe Siciliani (44,9%)         |                               | Elisabetta Tiberi (1,5%)     |                                                 |
| 12. Roma - Ciampino            | Willer Bordon (48,8%)                    | Maurizio Gasparri (47,2%)          | Paolo De Paola (4,0%)         |                              |                                                 |
| 13. Roma Appio-Latino          | Domenico Volpini (49,0%)                 | Domenico Gramazio (47,1%)          | Donatella Mirabile (3,9%)     |                              |                                                 |
| 14. Roma Ardeatino             | Marcella Lucidi (49,1%)                  | Luciano Ciocchetti (46,7%)         | Renzo D'Angelo (4,2%)         |                              |                                                 |
| 15. Roma Ostiense              | Andrea Guarino (51,2%)                   | Luigi Muratori (47,7%)             |                               | Cristiano Chiesa-Bini (1,1%) |                                                 |
| 16. Roma Lido di Ostia         | Piero Morelli (46,5%)                    | Teodoro Buontempo (49,6%)          | Dante Fiammeri (3,9%)         |                              |                                                 |
| 17. Roma - Fiumicino           | Daniela Valentini (45,2%)                | Mario Baccini (49,3%)              | Vincenzo Di Lemma (5,5%)      |                              |                                                 |
| 18. Roma Portuense             | Giovanna Melandri (53,6%)                | Flavio Tanzilli (44,9%)            |                               | Luigi Bianca (1,5%)          |                                                 |
| 19. Roma Zona Sub Gianicolense | Paolo Cento (50,2%)                      | Gianni Alemanno (49,8%)            |                               |                              |                                                 |
| 20. Roma Gianicolense          | Antonio Ruberti (52,5%)                  | Luca Danese (47,5%)                |                               |                              |                                                 |
| 21. Roma Trionfale             | Lucia Borgia (47,1%)                     | Francesco Storace (49,6%)          | Francesca Stajano (3,3%)      |                              |                                                 |
| 22. Roma Tomba di Nerone       | Saverio Collura (46,0%)                  | Cesare Previti (47,5%)             | Pino Cangemi (6,5%)           |                              |                                                 |
| 23. Roma Primavalle            | Roberto Sciacca (50,2%)                  | Adolfo Urso (43,2%)                | Riccardo Marchese (5,2%)      | Marina Larena (1,4%)         |                                                 |
| 24. Roma Della Vittoria        | Giovanni Bachelet (44,7%)                | Gianfranco Fini (53,5%)            | Maurizio De Ritis (1,8%)      |                              |                                                 |
| 25. Civitavecchia              | Eteldreda Porzio (43,5%)                 | Paolo Becchetti (50,6%)            | Marco Milani (5,9%)           |                              |                                                 |
| 26. Monterotondo               | Angelo Fredda (48,2%)                    | Riccardo Calleri (46,5%)           | Silvio Iacomussi (5,3%)       |                              |                                                 |
| 27. Guidonia Montecelio        | Mario Gasbarri (46,5%)                   | Vittorio Messa (47,6%)             | Roberto Agostini (5,9%)       |                              |                                                 |
| 28. Tivoli                     | Fabio Ciani (51,9%)                      | Livio Proietti (48,1%)             |                               |                              |                                                 |
| 29. Colleferro                 | Citto Maselli (Progressisti) (42,6%)     | Angelo Santori (49,8%)             | Anna Borrello Malachin (7,6%) |                              |                                                 |
| 30. Marino                     | Vincenzo Vita (48,6%)                    | Mario Masini (46,7%)               | Ruggero Abbatini (4,7%)       |                              |                                                 |
| 31. Velletri                   | Aldo Settimi (50,6%)                     | Ignazio Abrignani (46,1%)          |                               |                              | Raffaele Di Stefano (Partito Socialista) (3,3%) |
| 32. Pomezia                    | Maurizio Fiasco (39,6%)                  | Enzo Savarese (54,3%)              | Francesco Nitti (6,1%)        |                              |                                                 |

## Lazio 2
| 1. Viterbo    | Giuseppe Fioroni (47,2%)       | Ferdinando Signorelli (47,1%)   | Giancarlo Gabbianelli (5,7%)  |
| 2. Tarquinia  | Adriano Redler (46,4%)         | Gianfranco Saraca (48,3%)       | Angelo Barboni (5,3%)         |
| 3. Rieti      | Pietro Carotti (47,6%)         | Guglielmo Rositani (47,4%)      | Riccardo Padula (5,0%)        |
| 4. Frosinone  | Gian Franco Schietroma (49,4%) | Riccardo Mastrangeli (44,6%)    | Giuliano Trovini (6,0%)       |
| 5. Alatri     | Giuseppe Alveti (48,8%)        | Antonio Tajani (45,3%)          | Ruggero Quattrociocchi (5,9%) |
| 6. Sora       | Cesidio Casinelli (48,3%)      | Roberto Ferrera (46,2%)         | Domenico Tollis (5,5%)        |
| 7. Cassino    | Lucio Testa (42,9%)            | Oreste Tofani (42,4%)           | Modesto Della Rosa (14,7%)    |
| 8. Latina     | Francesco Davoli (34,6%)       | Vincenzo Zaccheo (59,1%)        | Marco Marcucci (6,3%)         |
| 9. Aprilia    | Eugenio Comandini (46,7%)      | Vincenzo Bianchi (47,2%)        | Stefano Botticelli (6,1%)     |
| 10. Terracina | Virginio Palazzo (39,2%)       | Maria Burani Procaccini (53,9%) | Luigi Del Duca (6,9%)         |
| 11. Formia    | Silvio D'Arco (42,2%)          | Gianfranco Conte (51,6%)        | Adalgiso Ferrucci (6,2%)      |

## Abruzzo
| 1. L'Aquila      | Francesco Aloisio (47,3%)           | Enzo Lombardi (42,2%)         | Claudio Cerone (6,6%)           | Stefano Frapiccini (3,9%) |
| 2. Avezzano      | Corrado Paoloni (44,5%)             | Vincenzo Angeloni (45,4%)     | Paolo Di Cesare (7,0%)          | Germana Lancia (3,1%)     |
| 3. Sulmona       | Alberto La Volpe (45,0%)            | Sabatino Aracu (46,5%)        | Ludovico Ciccarelli (5,5%)      | Gianni Natale (3,0%)      |
| 4. Teramo        | Vincenzo Cerulli Irelli (48,2%)     | Aristide Malavolta (41,8%)    | Agostino Rabbuffo (5,9%)        | Enzo D'Ignazio (4,1%)     |
| 5. Giulianova    | Franco Gerardini (50,6%)            | Pierangelo Guidobaldi (40,6%) | Paolo Di Cristofaro (5,6%)      | Annino Di Giacinto (3,2%) |
| 6. Chieti        | Antonio Pappalardo (43,5%)          | Giovanni Pace (49,9%)         | Claudio Pistone (6,6%)          |                           |
| 7. Lanciano      | Giovanni Di Fonzo (50,1%)           | Gianfranco Tatozzi (42,6%)    | Sebastiano De Laurentiis (7,3%) |                           |
| 8. Ortona        | Franco Corleone (54,3%)             | Riccardo Chiavaroli (45,7%)   |                                 |                           |
| 9. Vasto         | Antonio Saia (Progressisti) (41,0%) | Nicola Carlesi (48,3%)        | Sergio D'Aloisio (6,3%)         | Fabio Mucilli (4,4%)      |
| 10. Pescara      | Roberto Marzetti (44,9%)            | Nino Sospiri (47,9%)          | Amalia Giammarino (3,8%)        | Renato Cytron Muni (3,4%) |
| 11. Montesilvano | Franco Marini (49,3%)               | Paolo Di Blasio (41,4%)       | Giampiero Giampietro (5,7%)     | Luigi Maraldi (3,6%)      |

## Molise
| Collegio      | Candidati                 | Candidati                 | Candidati                    | Candidati               | Candidati                            | Candidati                                         |
| Collegio      | L'Ulivo                   | Polo per le Libertà       | Fiamma Tricolore             | Lista Pannella-Sgarbi   | Altri                                | Altri                                             |
| ------------- | ------------------------- | ------------------------- | ---------------------------- | ----------------------- | ------------------------------------ | ------------------------------------------------- |
| 1. Isernia    |                           | Eugenio Riccio (74,0%)    | Giuseppe Santillo (14,1%)    | Lino Rufo (11,9%)       |                                      |                                                   |
| 2. Campobasso | Federico Orlando (43,1%)  | Francesco Mancini (40,6%) | Saturnino Carrozzelli (5,7%) | Donato De Renzis (2,8%) | Carmine Felice (Rinnovamento) (1,2%) | Tommaso Di Domenico (Risorgimento del Sud) (6,6%) |
| 3. Termoli    | Giovanni Di Stasi (54,8%) | Franco Mancini (39,0%)    | Sandro Latessa (6,2%)        |                         |                                      |                                                   |

## Campania 1
| 1. Napoli - Ischia          | Giuliana Martirani (41,5%)               | Alessandra Mussolini (55,9%) |                              |                           | Sebastiano Pellecchia (2,6%) |                                                   |
| 2. Napoli Vomero            | Vincenzo Siniscalchi (49,2%)             | Riccardo Villari (47,4%)     | Mario Bartoli (3,4%)         |                           |                              |                                                   |
| 3. Napoli Fuorigrotta       | Rosa Russo Iervolino (58,9%)             | Domenico Falco (41,1%)       |                              |                           |                              |                                                   |
| 4. Napoli Pianura           | Vittorio Bercioux (Progressisti) (43,8%) | Nicola Rivelli (48,7%)       | Giuseppe Di Costanzo (7,5%)  |                           |                              |                                                   |
| 5. Napoli Arenella          | Alfonso Pecoraro Scanio (56,2%)          | Giuseppe Del Barone (43,8%)  |                              |                           |                              |                                                   |
| 6. Napoli San Lorenzo       | Eugenio Jannelli (50,8%)                 | Antonio Parlato (43,4%)      | Raffaele Bruno (5,8%)        |                           |                              |                                                   |
| 7. Napoli San Carlo Arena   | Anna Maria Procacci (51,6%)              | Antonio Mazzone (48,4%)      |                              |                           |                              |                                                   |
| 8. Napoli Secondigliano     | Umberto Ranieri (55,5%)                  | Francesco Maione (44,5%)     |                              |                           |                              |                                                   |
| 9. Napoli Ponticelli        | Roberto Barbieri (65,5%)                 | Giovanni Galano (32,1%)      |                              | Salvatore Landolfi (2,4%) |                              |                                                   |
| 10. Pozzuoli                | Tullio Grimaldi (Progressisti) (45,1%)   | Pasquale Bianchi (45,0%)     | Pietro Visone (6,4%)         | Antonio Massa (3,5%)      |                              |                                                   |
| 11. Giugliano in Campania   | Raffaele Cananzi (47,2%)                 | Vincenzo Basile (45,8%)      | Giuseppe Spina (3,6%)        |                           | Nunzio Raimondo (3,4%)       |                                                   |
| 12. Marano di Napoli        | Giuseppe Gambale (50,5%)                 | Fabrizio Iacono (43,5%)      | Giuseppe Totaro (4,2%)       | Giuseppe Visconti (1,8%)  |                              |                                                   |
| 13. Arzano                  | Valeria Albanese Argia (47,5%)           | Luigi Cesaro (47,2%)         | Arturo Guerra (5,3%)         |                           |                              |                                                   |
| 14. Casoria                 | Salvatore Piccolo (50,8%)                | Antonio Pezzella (49,2%)     |                              |                           |                              |                                                   |
| 15. Afragola                | Domenico Tuccillo (51,4%)                | Vincenzo Nespoli (44,5%)     | Vincenzo D'Antò (4,1%)       |                           |                              |                                                   |
| 16. Acerra                  | Michele Giardiello (53,6%)               | Raffaele Marzano (41,9%)     | Renato Crimaldi (4,5%)       |                           |                              |                                                   |
| 17. Pomigliano d'Arco       | Uberto Siola (56,2%)                     | Luigi Barretta (38,0%)       | Raffaele Criscuolo (5,8%)    |                           |                              |                                                   |
| 18. Nola                    | Francesco Barra (43,0%)                  | Paolo Russo (47,7%)          | Giampiero Iacuaniello (5,0%) |                           |                              | Salvatore Di Palma (Lista Pannella-Sgarbi) (4,3%) |
| 19. San Giuseppe Vesuviano  | Nicola Montanino (45,4%)                 | Sergio Cola (51,0%)          |                              | Luigi Cordella (3,6%)     |                              |                                                   |
| 20. Torre Annunziata        | Gianfranco Nappi (52,1%)                 | Giuseppe Greco (38,6%)       |                              |                           |                              | Michele Del Gaudio (Sviluppo e Legalità) (9,3%)   |
| 21. Castellammare di Stabia | Salvatore Vozza (55,0%)                  | Massimo De Angelis (40,9%)   | Massimo Laureano (4,1%)      |                           |                              |                                                   |
| 22. Gragnano                | Gennaro Ferrara (43,9%)                  | Aniello Di Nardo (49,6%)     | Alfonso Attanasio (6,5%)     |                           |                              |                                                   |
| 23. Torre del Greco         | Ernesto Stajano (51,1%)                  | Grazia Bottiglieri (43,8%)   | Paola Bottone (5,1%)         |                           |                              |                                                   |
| 24. Portici                 | Giuseppe Petrella (62,4%)                | Luigi Snichelotto (32,9%)    | Matteo Sannino (4,7%)        |                           |                              |                                                   |
| 25. San Giorgio a Cremano   | Aldo Cennamo (55,9%)                     | Ciro Sbailò (36,4%)          | Agostino Galdieri (4,6%)     | Arcangelo Damiano (3,1%)  |                              |                                                   |

## Campania 2
| Collegio                           | Candidati                                      | Candidati                        | Candidati                    | Candidati                    | Candidati                       | Candidati                                       |
| Collegio                           | L'Ulivo                                        | Polo per le Libertà              | Fiamma Tricolore             | Movimento Rinascita Italiana | Partito Socialista              | Altri                                           |
| ---------------------------------- | ---------------------------------------------- | -------------------------------- | ---------------------------- | ---------------------------- | ------------------------------- | ----------------------------------------------- |
| 1. Caserta                         | Sergio Tanzarella (43,3%)                      | Nicolò Cuscunà (50,7%)           | Gerlando Lo Presti (3,9%)    | Italo Perna (2,1%)           |                                 |                                                 |
| 2. Maddaloni                       | Giacomo De Angelis (Progressisti) (29,6%)      | Ferdinando De Franciscis (44,2%) | Pietro Lombardi (6,5%)       | Antonio De Angelis (19,7%)   |                                 |                                                 |
| 3. Aversa                          | Mario Gatto (51,3%)                            | Pasquale Giuliano (45,0%)        | Raffaele Marra (3,7%)        |                              |                                 |                                                 |
| 4. Casal di Principe               | Michele Corvino (45,6%)                        | Italo Bocchino (49,6%)           |                              | Girolamo Cangiano (4,8%)     |                                 |                                                 |
| 5. Santa Maria Capua Vetere        | Mario Luise (36,2%)                            | Mario Gazzilli (52,8%)           | Antonio Pirro (7,4%)         | Domenico D'Elena (3,6%)      |                                 |                                                 |
| 6. Sessa Aurunca                   | Raffaele Picierno (42,4%)                      | Mario Landolfi (45,8%)           |                              | Armando Stefanelli (7,2%)    | Giuseppe Cecere (4,6%)          |                                                 |
| 7. Capua                           | Pasquale La Cerra (43,9%)                      | Nicola Cosentino (49,8%)         | Domenico Moronese (6,3%)     |                              |                                 |                                                 |
| 8. Benevento                       | Raffaele Bianco (45,8%)                        | Alberto Simeone (48,5%)          | Luigi Bocchino (5,7%)        |                              |                                 |                                                 |
| 9. Sant'Agata de' Goti             | Michele Abbate (48,1%)                         | Clemente Mastella (46,7%)        | Emilio Parlapiano (5,2%)     |                              |                                 |                                                 |
| 10. Ariano Irpino                  | Mario Pepe (49,2%)                             | Domenico Cerritello (44,6%)      | Ferdinando Melchiorre (6,2%) |                              |                                 |                                                 |
| 11. Avellino                       | Antonio Maccanico (54,0%)                      | Gianfranco Rotondi (40,8%)       | Roberto Stompanato (4,4%)    |                              |                                 | Giuseppe Vietri (Lista Pannella-Sgarbi) (0,8%)  |
| 12. Atripalda                      | Alberta De Simone (54,8%)                      | Cosimo Sibilia (39,6%)           | Rosario Lamberti (5,6%)      |                              |                                 |                                                 |
| 13. Mirabella Eclano               | Ciriaco De Mita (Democrazia e Libertà) (47,7%) | Franco Di Cecilia (30,9%)        | Attilio De Pietro (3,6%)     |                              |                                 | Vito Cicchetti (Rifondazione Comunista) (17,8%) |
| 14. Salerno Centro                 | Francesco Calvanese (42,6%)                    | Gaetano Colucci (51,9%)          | Giovanni Barlotti (3,3%)     |                              | Pietro Vertullo (2,2%)          |                                                 |
| 15. Salerno - Mercato San Severino | Giuseppe D'Angelo (Progressisti) (36,1%)       | Roberto Manzione (49,9%)         | Gerardo Lo Storto (6,5%)     |                              | Nicola Botta (7,5%)             |                                                 |
| 16. Cava de' Tirreni               | Felice Scermino (44,9%)                        | Marco Taradash (48,4%)           | Vincenzo Raimondo (4,9%)     |                              | Raffaele Fasolino (1,8%)        |                                                 |
| 17. Scafati                        | Isaia Sales (38,1%)                            | Luigi Nocera (44,8%)             | Luigi Giordano (3,9%)        |                              |                                 | Vincenzo Gallo (Patto per l'Agro) (13,2%)       |
| 18. Nocera Inferiore               | Aldo Trione (37,1%)                            | Antonio Rizzo (41,5%)            | Raffaele Citarella (3,5%)    |                              | Maria Felicita Realfonso (4,1%) | Andrea Annunziata (Patto per l'Agro) (13,8%)    |
| 19. Battipaglia                    | Ugo Carpinelli (43,0%)                         | Gennaro Malgieri (45,0%)         | Giovanni Coscia (6,3%)       |                              | Michele Picardi (5,7%)          |                                                 |
| 20. Eboli                          | Enrico Indelli (41,0%)                         | Franco Cardiello (48,8%)         | Nicola Naponiello (5,6%)     |                              | Antonio Mennella (4,6%)         |                                                 |
| 21. Sala Consilina                 | Vincenzo Mattina (46,6%)                       | Giuseppe Fronzuti (47,8%)        | Vincenzo Mancusi (5,6%)      |                              |                                 |                                                 |
| 22. Vallo della Lucania            | Antonio Valiante (43,1%)                       | Raffaele Marotta (50,2%)         | Antonio Bellosguardo (4,2%)  |                              | Ippolito Pierucci (2,5%)        |                                                 |

## Puglia
| Collegio                           | Candidati                     | Candidati                         | Candidati                  | Candidati                 | Candidati                 | Candidati                | Candidati                   | Candidati                  |
| Collegio                           | L'Ulivo                       | Polo per le Libertà               | Fiamma Tricolore           | Lega d'Azione Meridionale | Mani Pulite               | Ambientalisti            | Gruppo Indipendente Libertà | Lista Pannella-Sgarbi      |
| ---------------------------------- | ----------------------------- | --------------------------------- | -------------------------- | ------------------------- | ------------------------- | ------------------------ | --------------------------- | -------------------------- |
| 1. San Severo                      | Fabio Di Capua (48,4%)        | Antonio Guidi (46,7%)             | Matteo Pezzicoli (4,9%)    |                           |                           |                          |                             |                            |
| 2. San Giovanni Rotondo            | Matteo Fusilli (45,3%)        | Nicandro Marinacci (48,2%)        | Nicola Squarcella (6,5%)   |                           |                           |                          |                             |                            |
| 3. Foggia - Lucera                 | Michele Ricci (48,3%)         | Vincenzo Bizzarri (45,5%)         | Giovanni De Capua (6,2%)   |                           |                           |                          |                             |                            |
| 4. Foggia Centro                   | Domenico Mazzamurro (41,7%)   | Antonio Pepe (55,3%)              |                            |                           |                           |                          |                             | Giuseppe Rinaldi (3,0%)    |
| 5. Cerignola                       | Francesco Bonito (54,1%)      | Giuseppe Moscarella (43,6%)       |                            |                           | Lucio Giuliani (2,3%)     |                          |                             |                            |
| 6. Manfredonia                     | Franco Mastroluca (49,6%)     | Antonio Leone (47,0%)             |                            |                           | Antonio Di Lecce (3,4%)   |                          |                             |                            |
| 7. Lecce                           | Giovanni Invitto (41,7%)      | Adriana Poli Bortone (53,5%)      | Giuseppe Verri (2,4%)      | Anna Ungaro (0,6%)        | Addolorata Liuzzi (1,8%)  |                          |                             |                            |
| 8. Squinzano                       | Giuseppe Taurino (49,2%)      | Alfredo Mantovano (50,8%)         |                            |                           |                           |                          |                             |                            |
| 9. Tricase                         | Ernesto Abaterusso (50,2%)    | Eugenio Ozza (49,8%)              |                            |                           |                           |                          |                             |                            |
| 10. Maglie                         | Aurelio Gianfreda (46,3%)     | Pier Ferdinando Casini (53,7%)    |                            |                           |                           |                          |                             |                            |
| 11. Casarano                       | Massimo D'Alema (55,8%)       | Luciano Sardelli (44,2%)          |                            |                           |                           |                          |                             |                            |
| 12. Nardò                          | Nicola Borgia (47,3%)         | Fedele Pampo (49,0%)              |                            |                           | Antonio Polimeno (3,7%)   |                          |                             |                            |
| 13. Galatina                       | Antonio Rotundo (53,1%)       | Carmelo Donno (46,9%)             |                            |                           |                           |                          |                             |                            |
| 14. Taranto Solito Corvisea        | Vittorio Angelici (38,7%)     | Giuseppe Marangi (26,2%)          |                            | Francesco Vitanza (35,1%) |                           |                          |                             |                            |
| 15. Taranto Italia - Monte Granaro | Michele Pelillo (35,3%)       | Pietro Cerullo (18,8%)            |                            | Giancarlo Cito (45,9%)    |                           |                          |                             |                            |
| 16. Manduria                       | Ugo Malagnino (44,3%)         | Antonio Del Prete (43,3%)         |                            | Loredana Nobile (8,8%)    | Giacomo Schiavoni (1,5%)  |                          |                             | Francesco Di Lauro (2,1%)  |
| 17. Martina Franca                 | Rocco Maggi (43,6%)           | Francesco Liuzzi (38,7%)          | Giuseppe Passoforte (3,3%) | Francesco Terruli (9,0%)  | Giustino Caroli (5,4%)    |                          |                             |                            |
| 18. Massafra                       | Paolo Rubino (44,4%)          | Carmine Santo Patarino (40,8%)    | Pietro Masi (5,4%)         | Antonella Cito (9,4%)     |                           |                          |                             |                            |
| 19. Bari San Paolo - Stanic        | Antonio Acquaviva (43,0%)     | Lucio Marengo (47,5%)             | Carlo Capone (4,5%)        |                           | Nicola Sebastiani (2,4%)  |                          | Gaetano Liuzzi (2,6%)       |                            |
| 20. Bari Libertà - Marconi         | Gaetano Veneto (40,5%)        | Giuseppe Tatarella (51,3%)        | Giuseppe Incardona (4,4%)  |                           |                           |                          | Luigi Cipriani (3,8%)       |                            |
| 21. Bari - Mola di Bari            | Michele Amoruso (42,9%)       | Antonio Lorusso (48,4%)           | Pietro Ragno (4,8%)        |                           | Gaetano Ferrieri (2,2%)   |                          | Giannantonio Pansini (1,7%) |                            |
| 22. Barletta                       | Giandonato Napoletano (40,2%) | Andrea Gissi (40,5%)              | Sabino Di Chio (3,7%)      |                           | Andrea Silvestri (15,6%)  |                          |                             |                            |
| 23. Andria                         | Giannicola Sinisi (57,8%)     | Onofrio Spagnoletti Zeuli (42,2%) |                            |                           |                           |                          |                             |                            |
| 24. Trani                          | Ruggero Carcano (43,3%)       | Ermanno Iacobellis (44,6%)        | Nicola Tullo (5,9%)        |                           |                           | Michele Giuliano (2,9%)  |                             | Giulio Fares Bucci (3,3%)  |
| 25. Molfetta                       | Claudio Fava (41,9%)          | Francesco Maria Amoruso (51,6%)   |                            |                           |                           | Mauro De Robertis (6,5%) |                             |                            |
| 26. Bitonto                        | Giuseppe Rossiello (46,2%)    | Cettino Trotta (45,5%)            | Roberto Pollicoro (4,8%)   |                           |                           | Antonio Ciocia (3,5%)    |                             |                            |
| 27. Altamura                       | Fabio Perinei (48,6%)         | Giovanni Divella (48,7%)          |                            |                           |                           | Lorenzo Papangelo (2,7%) |                             |                            |
| 28. Modugno                        | Nicola Magrone (46,1%)        | Rosario Polizzi (48,6%)           |                            |                           |                           | Vito Cassano (3,2%)      | Pietro Castoro (2,1%)       |                            |
| 29. Triggiano                      | Giuseppina Servodio (47,5%)   | Massimo Ostillio (43,7%)          | Giuseppe Marano (5,3%)     |                           | Attilio Miani (2,0%)      |                          | Raffaele Loiodice (1,5%)    |                            |
| 30. Putignano                      | Vito Leccese (49,2%)          | Giovanni Mastrangelo (45,6%)      |                            | Andrea Saffi (1,9%)       | Vito Ottone (3,3%)        |                          |                             |                            |
| 31. Monopoli                       | Giuseppe Giacovazzo (41,4%)   | Donato Bruno (53,0%)              | Renato Intini (3,0%)       |                           | Giuseppe Sabatelli (2,6%) |                          |                             |                            |
| 32. Brindisi                       | Antonio Bargone (45,2%)       | Valentino Manzoni (48,2%)         | Ignazio Falcone (4,5%)     | Senofonte Caramia (2,1%)  |                           |                          |                             |                            |
| 33. Mesagne                        | Cosimo Faggiano (53,4%)       | Danilo Crastolla (39,9%)          | Antonio Norandino (3,9%)   |                           |                           |                          |                             | Giuseppe De Matteis (2,8%) |
| 34. Francavilla Fontana            | Carlo Tatarano (46,2%)        | Luigi Vitali (47,6%)              | Rocco Caporale (6,2%)      |                           |                           |                          |                             |                            |

## Basilicata
| Collegio    | Candidati                                        | Candidati                       | Candidati                  | Candidati                  | Candidati               |
| Collegio    | L'Ulivo                                          | Polo per le Libertà             | Fiamma Tricolore           | Mani Pulite                | Lista Pannella-Sgarbi   |
| ----------- | ------------------------------------------------ | ------------------------------- | -------------------------- | -------------------------- | ----------------------- |
| 1. Potenza  | Giuseppe Molinari (51,2%)                        | Gianpiero Perri (39,4%)         | Gianfranco Nardella (4,5%) | Maria Argenzio (2,2%)      | Giannino Cusano (2,7%)  |
| 2. Melfi    | Giuseppe Di Lello Finuoli (Progressisti) (42,7%) | Nicola Pagliuca (50,5%)         | Benito Recine (6,8%)       |                            |                         |
| 3. Matera   | Vincenzo Sica (54,6%)                            | Mario Venezia (45,4%)           |                            |                            |                         |
| 4. Pisticci | Domenico Izzo (56,0%)                            | Francesco Michele Barra (37,3%) | Rosamaria Ucciardo (4,5%)  | Angelo Viccari (2,2%)      |                         |
| 5. Lauria   | Giovanni Pittella (55,6%)                        | Prospero De Franchi (37,3%)     | Carmela Cafaro (3,9%)      | Pasquale Amendolara (1,2%) | Pasquale Colella (2,0%) |

## Calabria
| Collegio                                 | Candidati                             | Candidati                       | Candidati                    | Candidati                       | Candidati                                    |
| Collegio                                 | L'Ulivo                               | Polo per le Libertà             | Fiamma Tricolore             | Rinnovamento                    | Altri                                        |
| ---------------------------------------- | ------------------------------------- | ------------------------------- | ---------------------------- | ------------------------------- | -------------------------------------------- |
| 1. Paola                                 | Giuseppe Mistorni (45,5%)             | Alessandro Bergamo (49,9%)      | Cisberto Bruzzese (4,6%)     |                                 |                                              |
| 2. Castrovillari                         | Luigi Saraceni (48,3%)                | Francesco Corbelli (44,2%)      | Gaetano D'Elia (7,5%)        |                                 |                                              |
| 3. Corigliano Calabro                    | Mario Brunetti (Progressisti) (43,5%) | Francesco Fino (51,0%)          |                              | Giovanni Battista Pisani (5,5%) |                                              |
| 4. Rossano                               | Gerardo Mario Oliverio (58,2%)        | Domenico Campana (36,2%)        | Rodolfo Turano (5,6%)        |                                 |                                              |
| 5. Rende                                 | Aldo Brancati (51,7%)                 | Francesco Pichierri (41,9%)     | Sergio Staino (5,0%)         | Vanda Poeta (1,4%)              |                                              |
| 6. Cosenza                               | Paolo Palma (49,1%)                   | Faust D'Andrea (45,0%)          | Marco Giancotti (5,9%)       |                                 |                                              |
| 7. Lamezia Terme                         | Italo Reale (44,6%)                   | Giuseppe Galati (50,0%)         | Francesco Mastroianni (5,4%) |                                 |                                              |
| 8. Catanzaro                             | Massimo Mauro (50,2%)                 | Elio Colosimo (45,2%)           | Silvio Zaccone (4,6%)        |                                 |                                              |
| 9. Isola di Capo Rizzuto                 | Rosario Olivo (54,3%)                 | Giuseppe Calzone (40,2%)        | Francesco Rizzuto (5,5%)     |                                 |                                              |
| 10. Crotone                              | Rocco Gaetani (53,0%)                 | Carlo Turino (42,3%)            | Giuseppe Segreto (4,7%)      |                                 |                                              |
| 11. Vibo Valentia                        | Domenico Romano Carratelli (42,9%)    | Domenico Antonio Basile (42,3%) | Vincenzo Montoro (3,9%)      | Giuseppe Cimadoro (1,4%)        | Saverio Di Bella (Partito Socialista) (9,5%) |
| 12. Soverato                             | Giuseppe Soriero (51,3%)              | Serafino Marsico (44,3%)        | Elisabetta Zaccone (4,4%)    |                                 |                                              |
| 13. Siderno                              | Domenico Bova (48,5%)                 | Walter Melcore (45,0%)          | Antonio Ferreri (6,5%)       |                                 |                                              |
| 14. Locri                                | Giuseppe Lombardo (45,9%)             | Giovanni Filocamo (48,2%)       |                              | Giuseppe Minniti (5,9%)         |                                              |
| 15. Reggio Calabria Sbarre               | Carlo Colella (37,8%)                 | Fortunato Aloi (58,1%)          | Xante Battaglia (4,1%)       |                                 |                                              |
| 16. Reggio Calabria - Villa San Giovanni | Marco Minniti (46,9%)                 | Amedeo Matacena (48,6%)         | Giuseppina Castrizio (3,8%)  | Mariano Albanese (0,7%)         |                                              |
| 17. Palmi                                | Armando Veneto (47,8%)                | Angela Napoli (47,5%)           | Pasquale Mercuri (4,7%)      |                                 |                                              |

## Sicilia 1
| Collegio                   | Candidati                        | Candidati                        | Candidati                        | Candidati                 | Candidati                  | Candidati               | Candidati               | Candidati               | Candidati |
| Collegio                   | L'Ulivo                          | Polo per le Libertà              | Fiamma Tricolore                 | Rinnovamento              | Partito Socialista         | Noi Siciliani           | Federalisti Liberali    | Lista Pannella-Sgarbi   |           |
| -------------------------- | -------------------------------- | -------------------------------- | -------------------------------- | ------------------------- | -------------------------- | ----------------------- | ----------------------- | ----------------------- | --------- |
| 1. Trapani                 |                                  | Michele Rallo (80,0%)            |                                  | Gaetano Fazio (20,0%)     |                            |                         |                         |                         |           |
| 2. Marsala                 | Eugenio Galfano (42,9%)          | Massimo Grillo (51,5%)           | Giuseppe Alloro (3,2%)           | Francesco Stalteri (2,4%) |                            |                         |                         |                         |           |
| 3. Mazara del Vallo        | Salvatore Giacalone (43,0%)      | Mario Caruso (37,1%)             |                                  | Giovanni Parisi (0,9%)    |                            |                         | Giovanni Pompeo (19,0%) |                         |           |
| 4. Alcamo                  | Leonardo Pipitone (42,7%)        | Francesco Paolo Lucchese (57,3%) |                                  |                           |                            |                         |                         |                         |           |
| 5. Cefalù                  | Luciano Violante (47,0%)         | Gianfranco Micciché (47,9%)      |                                  |                           | Francesco Palazzolo (4,1%) |                         | Antonio Alessi (1,0%)   |                         |           |
| 6. Termini Imerese         | Giuseppe Lumia (48,7%)           | Mario Ferrara (47,0%)            | Liborio Pusateri (4,3%)          |                           |                            |                         |                         |                         |           |
| 7. Bagheria                | Cristofaro Di Bernardo (38,1%)   | Gaspare Giudice (53,4%)          |                                  |                           | Michele Sciortino (3,8%)   | Salvatore Morana (4,5%) |                         |                         |           |
| 8. Partinico               | Sergio Mattarella (36,9%)        | Silvio Liotta (63,1%)            |                                  |                           |                            |                         |                         |                         |           |
| 9. Palermo - Capaci        | Giovanni Ferro (38,0%)           | Carmelo Carrara (62,0%)          |                                  |                           |                            |                         |                         |                         |           |
| 10. Palermo - Resuttana    | Pino Toro (40,3%)                | Enzo Fragalà (59,7%)             |                                  |                           |                            |                         |                         |                         |           |
| 11. Palermo - Zisa         | Vincenzo Zummo (41,7%)           | Cristina Matranga (58,3%)        |                                  |                           |                            |                         |                         |                         |           |
| 12. Palermo - Libertà      | Alessandra Siragusa (43,9%)      | Guido Lo Porto (56,1%)           |                                  |                           |                            |                         |                         |                         |           |
| 13. Palermo - Villagrazia  | Renato Palazzo (42,1%)           | Giacomo Baiamonte (51,2%)        | Massimiliano Portolano (4,0%)    | Cesare Orlando (2,7%)     |                            |                         |                         |                         |           |
| 14. Palermo - Settecannoli | Bruno Di Maio (40,6%)            | Francesco Cascio (59,4%)         |                                  |                           |                            |                         |                         |                         |           |
| 15. Gela                   | Federico Guglielmo Lento (55,4%) | Angelo Blanco (38,6%)            | Giuseppe Mongelli (6,0%)         |                           |                            |                         |                         |                         |           |
| 16. Caltanissetta          | Salvatore Genco (41,3%)          | Filippo Misuraca (46,6%)         | Rodolfo Mauceri (4,0%)           | Giorgio Bongiorno (2,0%)  |                            | Diego Messina (2,0%)    |                         | Giancarlo Ciulla (4,1%) |           |
| 17. Licata                 | Carmelo Incorvaia (45,6%)        | Giuseppe Amato (47,9%)           | Calogero Giuseppe Vizzini (3,4%) |                           |                            | Lillo Spina (3,1%)      |                         |                         |           |
| 18. Agrigento              | Angelo Errore (41,7%)            | Giovanni Marino (54,6%)          |                                  | Rosario Castronovo (3,7%) |                            |                         |                         |                         |           |
| 19. Canicattì              | Giuseppe Scozzari (50,1%)        | Emilio Bosco (40,9%)             | Leonardo Di Stefano (6,0%)       |                           |                            | Rita Valenti (3,0%)     |                         |                         |           |
| 20 Sciacca                 | Antonino Mangiacavallo (48,8%)   | Nuccio Cusumano (38,6%)          | Antonino Macaluso (3,1%)         |                           | Calogero Ragusa (2,1%)     | Diego Lauricella (2,1%) | Paolo Imbornone (5,3%)  |                         |           |

## Sicilia 2
| Collegio                     | Candidati                         | Candidati                            | Candidati                                | Candidati              | Candidati                                        |
| Collegio                     | L'Ulivo                           | Polo per le Libertà                  | Fiamma Tricolore                         | Noi Siciliani          | Altri                                            |
| ---------------------------- | --------------------------------- | ------------------------------------ | ---------------------------------------- | ---------------------- | ------------------------------------------------ |
| 1. Messina Centro Storico    | Enrico Vinci (34,9%)              | Rocco Crimi (61,5%)                  | Giovanni Sturniolo (3,6%)                |                        |                                                  |
| 2. Messina Mata e Grifone    | Salvatore Geraci (33,3%)          | Santino Pagano (55,8%)               | Fortunato Tagliaverga (3,8%)             |                        | Raffaele Cordiano (Lista Pannella-Sgarbi) (7,1%) |
| 3. Taormina                  | Mario Bolognari (42,3%)           | Francesco Stagno D'Alcontres (52,0%) | Francesco Lo Giudice (5,7%)              |                        |                                                  |
| 4. Milazzo                   | Giovanni Mastroeni (39,3%)        | Salvatore D'Alia (55,3%)             | Filippo Russo (5,4%)                     |                        |                                                  |
| 5. Barcellona Pozzo di Gotto | Giovanni Munafò (41,1%)           | Domenico Nania (54,8%)               | Gigi Salvo (4,1%)                        |                        |                                                  |
| 6. Nicosia                   | Vito Lo Monaco (47,6%)            | Nuccio Carrara (48,2%)               | Oscar Marino (4,2%)                      |                        |                                                  |
| 7. Enna                      | Gaetano Rabbito (52,3%)           | Rosario Ardica (47,7%)               |                                          |                        |                                                  |
| 8. Paternò                   | Salvatore Galatà (45,1%)          | Sebastiano Neri (45,1%)              | Gaetano Rizzo (4,8%)                     | Francesco Crupi (5,0%) |                                                  |
| 9. Giarre                    | Giuseppe Donzello (33,9%)         | Ilario Floresta (54,0%)              | Antonino Di Francesco (5,9%)             | Salvatore Russo (6,2%) |                                                  |
| 10. Acireale                 | Antonino Pulvirenti (30,0%)       | Paolo Tringali (61,0%)               | Domenico Trimarchi (9,0%)                |                        |                                                  |
| 11. Gravina di Catania       | Salvatore Anastasi (33,7%)        | Enzo Trantino (62,2%)                | Michele Sampirisi Aprile di Cimia (4,1%) |                        |                                                  |
| 12. Catania Picanello        | Anna Finocchiaro (37,9%)          | Giuseppe Palumbo (62,1%)             |                                          |                        |                                                  |
| 13. Catania Cardinale        | Giuseppe Di Pietro (30,6%)        | Benito Paolone (59,4%)               | Santo Mirabella (4,8%)                   | Renato Penna (5,2%)    |                                                  |
| 14. Catania - Misterbianco   | Pietro Motta (34,5%)              | Elio Vito (59,1%)                    | Lino Mazzola (6,4%)                      |                        |                                                  |
| 15. Caltagirone              | Michele Cappella (50,8%)          | Giacomo Garra (41,9%)                | Pietro Marino (7,3%)                     |                        |                                                  |
| 16. Augusta                  | Rino Piscitello (45,3%)           | Giuseppe Forestiere (44,8%)          | Giuseppe Lombardo (4,3%)                 |                        | Giovanni Solano (Vie Nuove) (5,6%)               |
| 17. Siracusa                 | Antonietta Rizza (41,5%)          | Stefania Prestigiacomo (52,6%)       | Giuseppe Saetta (5,9%)                   |                        |                                                  |
| 18. Avola                    | Elia Li Gioi (44,7%)              | Nicola Bono (48,7%)                  | Nicolò Russo (6,6%)                      |                        |                                                  |
| 19. Modica                   | Antonio Borrometi (51,3%)         | Salvatore Campanella (43,2%)         | Pietro Ascenzo (5,5%)                    |                        |                                                  |
| 20. Ragusa                   | Angelo Di Natale (46,1%)          | Enzo Caruso (53,9%)                  |                                          |                        |                                                  |
| 21. Vittoria                 | Giovanni Battista Caruano (54,2%) | Saverio La Grua (45,8%)              |                                          |                        |                                                  |

## Sardegna
| Collegio                | Candidati                                 | Candidati                     | Candidati               | Candidati                   | Candidati             |
| Collegio                | L'Ulivo - Partito Sardo d'Azione          | Polo per le Libertà           | Fiamma Tricolore        | Sardigna Natzione           | Lista Pannella-Sgarbi |
| ----------------------- | ----------------------------------------- | ----------------------------- | ----------------------- | --------------------------- | --------------------- |
| 1. Sassari              | Paolo Manca (47,1%)                       | Carmelo Porcu (47,0%)         | Oreste Antignano (1,5%) | Gavino Sale (4,4%)          |                       |
| 2. Alghero              | Francesco Carboni (52,7%)                 | Piero Tamponi (41,5%)         |                         | Francesco Tilocca (5,8%)    |                       |
| 3. Porto Torres         | Antonio Attili (48,3%)                    | Giampaolo Nuvoli (46,5%)      |                         | Antonio Salis (5,2%)        |                       |
| 4. Olbia                | Gian Piero Scanu (47,2%)                  | Paolo Cuccu (48,9%)           |                         | Giovanni Chessa (3,9%)      |                       |
| 5. Nuoro                | Antonello Soro (58,5%)                    | Myriam Siotto (34,0%)         |                         | Giovanni Sanna (7,5%)       |                       |
| 6. Tortolì              | Giovanni De Murtas (Progressisti) (46,5%) | Mario Todde (41,9%)           |                         | Francesco Carta (11,6%)     |                       |
| 7. Macomer              | Salvatore Ladu (54,5%)                    | Alessandro Demartis (38,7%)   |                         | Salvatorangelo Manca (6,8%) |                       |
| 8. Oristano             | Angelo Raffaele Manca (44,3%)             | Giovanni Marras (48,0%)       |                         | Mario Nurchi (3,9%)         | Natalino Secci (3,8%) |
| 9. Iglesias             | Velio Ortu (Progressisti) (44,3%)         | Pino Aleffi (46,1%)           |                         | Paolo Onnis (9,6%)          |                       |
| 10. Carbonia            | Salvatore Cherchi (50,3%)                 | Maria Gabriella Pinto (44,0%) |                         | Rolando Madeddu (5,7%)      |                       |
| 11. Cagliari - Assemini | Maurizio Onorato (48,4%)                  | Piergiorgio Massidda (51,6%)  |                         |                             |                       |
| 12. Cagliari Centro     | Mario Carboni (45,1%)                     | Gian Franco Anedda (52,1%)    | Piero Pisano (2,8%)     |                             |                       |
| 13. Serramanna          | Antonina Dedoni (53,5%)                   | Francesco Onnis (46,5%)       |                         |                             |                       |
| 14. Quartu Sant'Elena   | Felice Contu (44,1%)                      | Salvatore Cicu (52,8%)        | Virginia Caboni (3,1%)  |                             |                       |

## Valle d'Aosta
| Aosta | Secondina Squarzino (15,0%) | Enrico Tibaldi (20,5%) | Paolo Linty (8,1%) | Luciano Caveri (48,6%) | Silvino Morosso (7,2%) | Maria Durando (Rinnovamento) (0,6%) |

## Elezioni suppletive

### 1º giugno 1997
| Collegio | Candidati           | Candidati             | Candidati           | Candidati              | Candidati                  |
| Collegio | L'Ulivo             | Polo per le Libertà   | Lega Nord           | Fiamma Tricolore       | Socialisti Italiani Uniti  |
| -------- | ------------------- | --------------------- | ------------------- | ---------------------- | -------------------------- |
| Tradate  | Piero Luini (26,5%) | Paolo Valmori (22,2%) | Dario Galli (46,3%) | Vincenzo Biotti (2,4%) | Fabrizio Piacentini (2,6%) |

### 21 giugno 1998
| Collegio | Candidati               | Candidati                 | Candidati                    | Candidati                  | Candidati             | Candidati                                  | Candidati                              |
| Collegio | L'Ulivo                 | Polo per le Libertà       | Lega Nord                    | Fronte Nazionale           | Lista Pannella        | Altri                                      | Altri                                  |
| -------- | ----------------------- | ------------------------- | ---------------------------- | -------------------------- | --------------------- | ------------------------------------------ | -------------------------------------- |
| Milano 6 | Angelo Mattioni (28,6%) | Gaetano Pecorella (51,8%) | Giovanni Bernardelli (10,1%) | Marinella Cartolari (1,6%) | Marco Pannella (3,0%) | Giorgio Schultze (Partito Umanista) (2,2%) | Luca Ghezzi (Lista Leoncavallo) (2,7%) |

### 9 maggio 1999
| Collegio               | Candidati               | Candidati                   | Candidati                           |
| Collegio               | L'Ulivo                 | Polo per le Libertà         | Altri                               |
| ---------------------- | ----------------------- | --------------------------- | ----------------------------------- |
| Bari Libertà - Marconi | Alberto Tedesco (37,4%) | Salvatore Tatarella (57,5%) | Michele Diomede (Grande Sud) (5,1%) |

### 27 giugno 1999
| Collegio        | Candidati             | Candidati                | Candidati               | Candidati                                |
| Collegio        | L'Ulivo               | Polo per le Libertà      | Lega Nord               | Altri                                    |
| --------------- | --------------------- | ------------------------ | ----------------------- | ---------------------------------------- |
| Brescia - Flero | Aldo Rebecchi (43,1%) | Giacomo Bontempi (36,3%) | Battista Orizio (17,9%) | Alessandro Manzoni (Italia Unita) (2,7%) |

| Collegio | Candidati              | Candidati              |
| Collegio | L'Ulivo                | Polo per le Libertà    |
| -------- | ---------------------- | ---------------------- |
| Lecce    | Cosimo Casilli (54,8%) | Gino Siciliano (45,2%) |

### 28 novembre 1999
| Collegio        | Candidati             | Candidati           | Candidati            | Candidati              | Candidati                                               |
| Collegio        | L'Ulivo               | Polo per le Libertà | Lega Nord            | Rifondazione Comunista | Altri                                                   |
| --------------- | --------------------- | ------------------- | -------------------- | ---------------------- | ------------------------------------------------------- |
| Bologna Mazzini | Arturo Parisi (48,9%) | Sante Tura (45,1%)  | Anna Banasiak (1,2%) | Tiziano Loreti (4,5%)  | Marc Busin (Italia Unita dei Liberaldemocratici) (0,3%) |

| Collegio       | Candidati               | Candidati           | Candidati               | Candidati                 |
| Collegio       | L'Ulivo                 | Polo per le Libertà | Lega Nord               | Rifondazione Comunista    |
| -------------- | ----------------------- | ------------------- | ----------------------- | ------------------------- |
| Bagno a Ripoli | Michele Ventura (56,8%) | Enrico Bosi (29,6%) | Franca Vennarini (1,6%) | Giovanni Barbagli (12,0%) |

| Collegio | Candidati              | Candidati                         | Candidati              |
| Collegio | L'Ulivo                | Polo per le Libertà               | Rifondazione Comunista |
| -------- | ---------------------- | --------------------------------- | ---------------------- |
| Terni    | Enrico Micheli (54,8%) | Enrico Melasecche Germini (36,8%) | Guido Botondi (8,4%)   |

| Collegio | Candidati              | Candidati                 |
| Collegio | L'Ulivo                | Polo per le Libertà       |
| -------- | ---------------------- | ------------------------- |
| Lauria   | Antonio Luongo (65,5%) | Francesco Sisinni (34,5%) |

### 18 giugno 2000
| Collegio | Candidati            | Candidati               | Candidati              | Candidati              |
| Collegio | L'Ulivo              | Polo per le Libertà     | Rifondazione Comunista | Sardigna Natzione      |
| -------- | -------------------- | ----------------------- | ---------------------- | ---------------------- |
| Tortolì  | Tonino Loddo (45,3%) | Antonello Liori (35,0%) | Nanni Marras (15,5%)   | Francesco Carta (4,2%) |